# 鳥羽・伏見の戦い

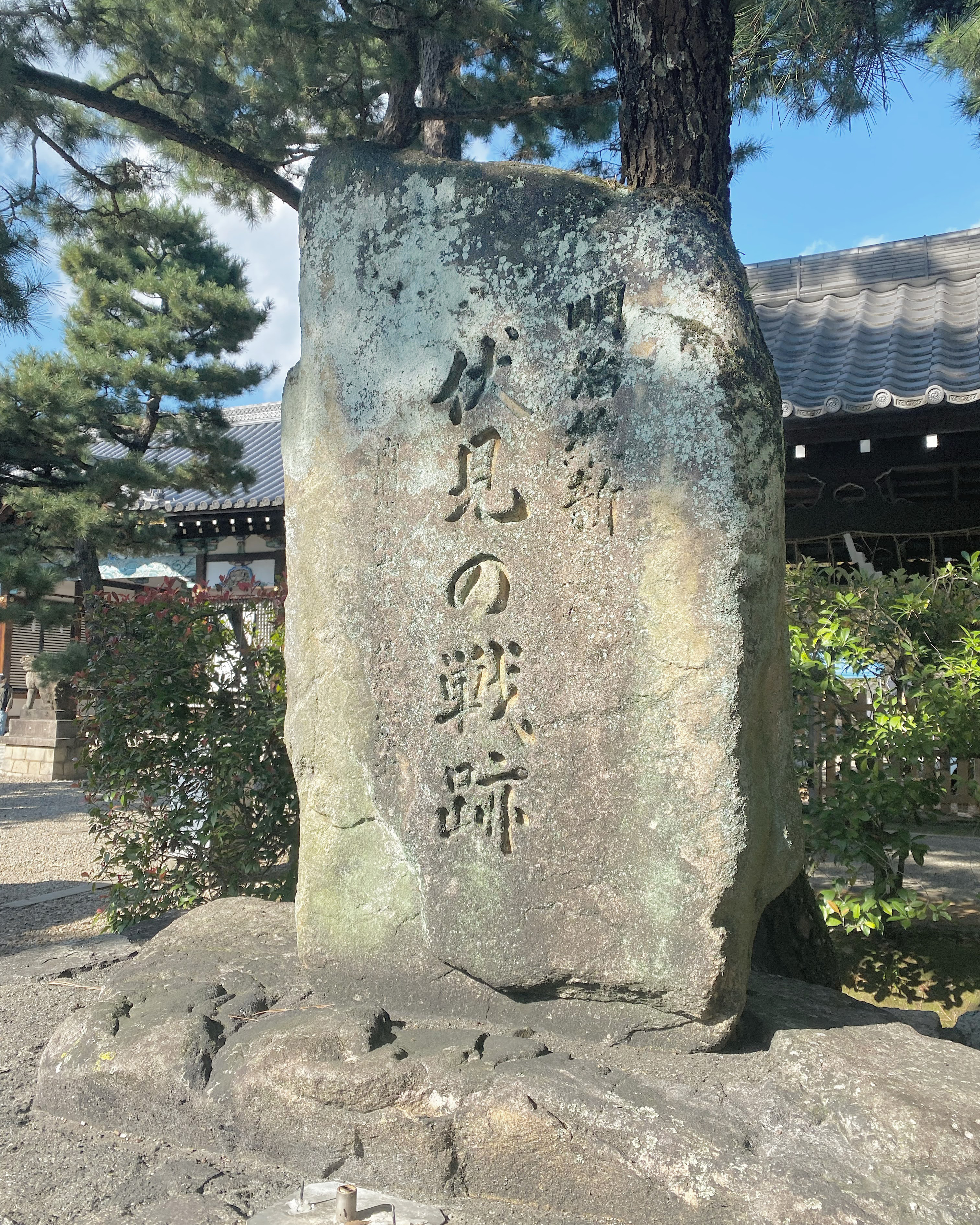
明治維新・伏見の戦跡碑（佐藤栄作書）

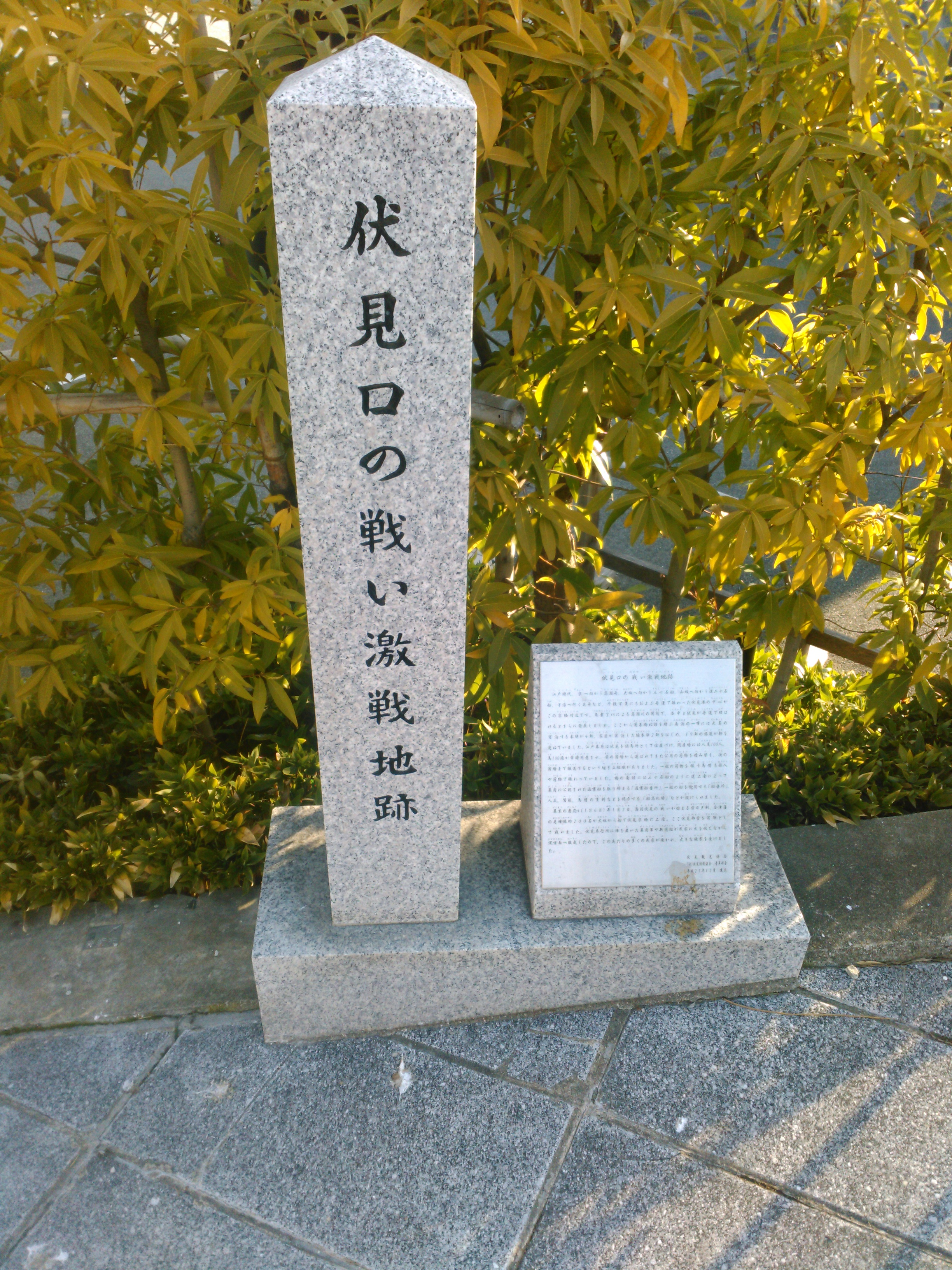
伏見口の戦い激戦地跡石碑
（京都市伏見区）

鳥羽・伏見の戦い（とば・ふしみのたたかい、慶応4年1月3日〈1868年1月27日〉- 1月6日〈1月30日〉）は、戊辰戦争の初戦となった戦いである。
戦いは京都南郊の上鳥羽（京都市南区）、下鳥羽、竹田、伏見（京都市伏見区）、橋本（京都府八幡市）で行われた。

## 背景

### 四侯会議
薩摩藩の実質的な藩主である島津久光は、外交国際問題及び、国事の重要案件については、勅許を得るべきと考え、更にその案件は雄藩による合議が形成されたものを上奏する制度を構想。四侯会議を開き、江戸幕府専制による政治を改めようとした。
1867年（慶応3年）5月、開かれた四侯会議では、島津久光は会議を主導するが、結果的に

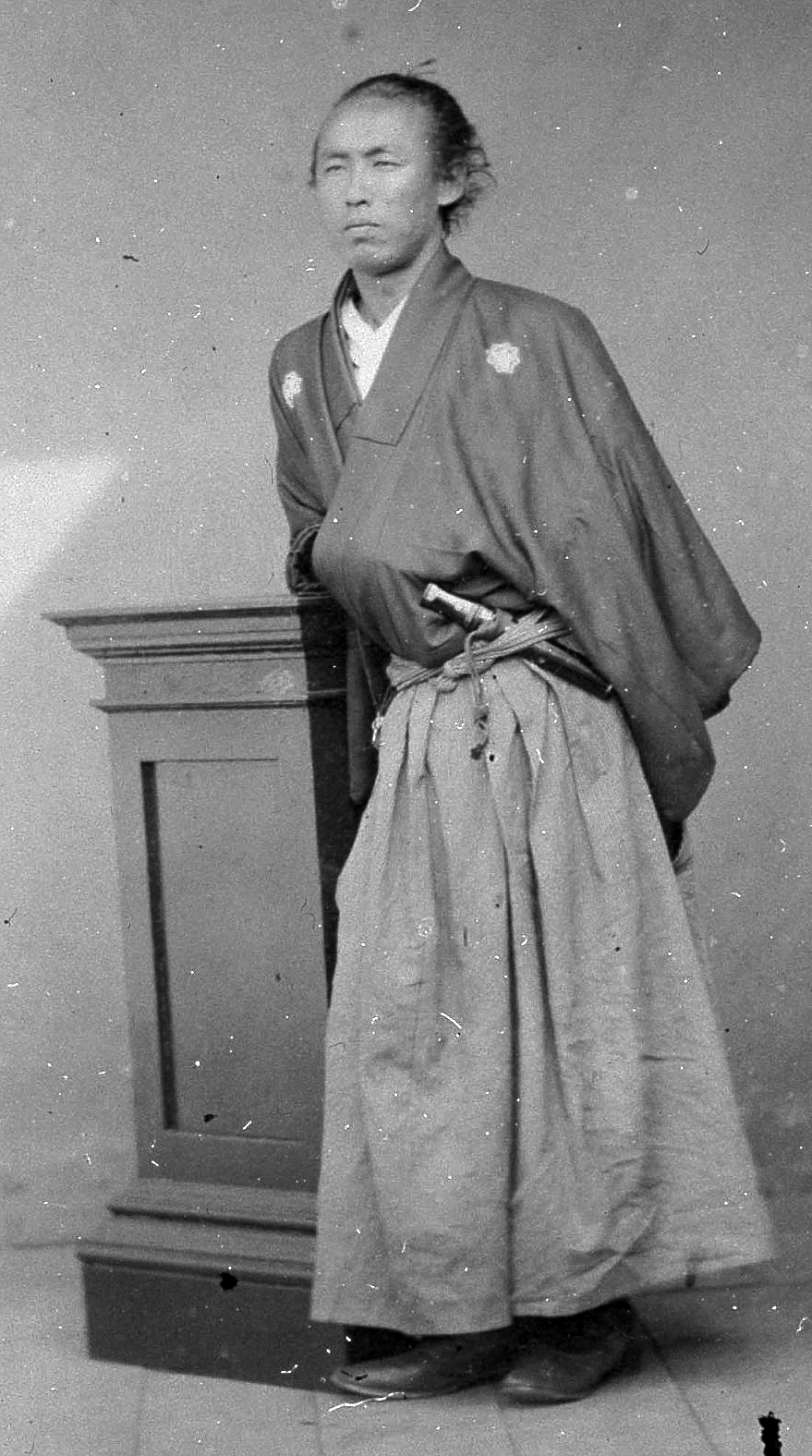
坂本龍馬

### 大政奉還
土佐藩士・後藤象二郎や福岡孝弟らが同藩主・山内容堂らによる大政奉還を勧める建白書をみて、慶喜は将軍職を継ぐと決めた時からの志――王政復古により、以前から希望していた議会主義による国会を設けた二院制合議政体への移行を果たしつつ、即時の攘夷戦は不可能と朝廷へ建言し征夷大将軍の覇府としての江戸幕府を閉じる志――を遂げる好機会だと考え、10月14日、大政奉還を上表した。薩摩藩士・小松帯刀は、薩長両藩への討幕の密勅はこれより先すでに内定があり、大政奉還はそれよりあとでは効果がないと知っており、討幕の密勅が出される以前に、大政奉還を今すぐ発するべきだと徳川幕府へ勧めていた。これは薩長による武力討幕を避け、徳川家の勢力を温存したまま、天皇の下での諸侯会議であらためて国家首班に就くという策略だったと見られている（公議政体論）。
慶喜は後年『昔夢会筆記』で、大政奉還の決心とその後の徳川家の立場をどう考えていたかとの問いに「それは真の考えは、大政を返上して、それで自分が俗にいう肩を抜くとか、安を偸むとかいうことになってすまない、大政を返上した以上は、実は飽くまでも国家のために尽くそうという精神であった。しかし返上した上からは、朝廷のご指図を受けて国家のために尽くすというのだね、精神は。それで旗本などの始末をどうするとかこうするとかいうことまでには、考えが及ばない。ただ返上した上からは、これまでのとおりにいっそう皇国のために尽くさぬではならぬ、肩を抜いたようになってはすまぬというのが真の精神であった。あとで家来をどうしようとかこうしようとかいうことまでには、考えがまだ及ばなかった」と答えた。
イェール大学東アジア研究所博士研究員マイケル・ソントンはその著『水戸維新』（2021年）で、「仮に（慎重な戦略的政治家だった）慶喜が王政復古を考えていたとしても、政治から離れるつもりはなかった。フランスの指導で西洋式兵制に着手し、徳川家の棟梁が実戦で軍隊を率いる準備を整えようとしたことはそのあたりの意思を物語っている」としているが、実際、慶喜は晩年『昔夢会筆記』のなかで「王政に復するというと大変今日（明治維新後）からみればたやすいようだが、さてその王政に御復しになる手段はどうなさるといわれると、誰もその手段がつかない」「それにまたひとつは外国の事（欧米列強からの植民地侵略の脅威）があり、内外切迫（薩長同盟による倒幕の動き）の結果だ。それでその王政復古という立派な名にして、そうして（それまで政治的に無力化していた朝廷に代わって、政治的実務全般をこなしてきた事実上の日本の統一政権である江戸幕府の長として、政権を朝廷の天皇家へ返上する禅譲の行動をした）自分が（国事上の責任放棄の形で）その肩を抜くようになってもならず、また王政になった以上は、これまでよりも国家のために尽くさねばならぬ。いろいろそこに考えもある。とにかく諸侯を集めて、腹蔵（伏蔵）なく公平なところの評議に及んだらよかろう、長州はもうどうあろうとも寛大でよい。あれはあれでよいという考えを出したが、少しそういう辺にもいかなかったのだ……。」と語り、むしろ王政復古後の姿を誰も知らない状況下で政治的指導力を発揮し、あらたな合議政体下で天皇家の一忠臣として皇国の為に尽くそうとしていた。
同1867（慶応3）年11月当時の慶喜のブレーンのひとりで、幕府開成所教授職を務めた蘭学者で思想家・西周は、慶喜側近の幕臣・平山敬忠へ『議題草案』を献上し、天皇を象徴的地位に置いた上で、大君を国家元首とし、三権分立をとりいれた近代議会制の政体案を出していた。公家・岩倉具視はのち慶喜の大政奉還について「孝明天皇と将軍家茂がどちらも没したとき、将軍後継者の慶喜は有能な人物で、天皇に直結した政府が絶対に不可欠と見抜くことができた。この心からの確信で、慶喜は単なる贈り物としてではなく彼の政権を天皇へ禅譲したが、それが存在する政治的困難の数々を解決するただひとつの道だったからだ」と述べた。
諸国の大名は様子見をして上京しないまま諸侯会議が開かれず、逆に旗本の中には無許可で上京してくるものも相次いだ。

### 討幕の密勅
慶応3年10月13日（1867年11月8日）、公家・岩倉具視らの盡力により、中山忠能、正親町三条実愛、中御門経之連署の討幕及び会津・桑名両藩討伐を命ずる討幕の密勅が薩摩藩に下る。
翌14日、同様の密勅が長州藩に下る。討幕の密勅は江戸の薩摩邸に伝わり、討幕挙兵の準備が行われた。しかし、翌10月14日（1867年11月9日）、大政奉還が御嘉納あらせられ『討幕実行延期の沙汰書』が10月21日（太陽暦11月16日）に薩長両藩に対し下されると、討幕の密勅は効力を失った。
武力討幕の大義名分を延期された薩摩藩の西郷隆盛は、乾退助より移管された勤王派浪士を使い江戸市中を撹乱させ、旧幕府を挑発することによって旧幕府側から戦端を開かせようと戦略をたてた。

#### 浪士による騒擾活動
10月15日、薩摩藩士・西郷隆盛は討幕の名分が立たない事に苦慮し、百万の兵をもつ徳川家を憤激させようと謀った。その手始めとして薩土討幕の密約によって、土佐藩より移管を受けた勤王派浪士・中村勇吉、相楽総三、里見某らを中心とし、さらに討幕勢力の拡大を構想して浪士を募集し藩邸内に匿った。その第一計として浪人を関東各地へ放って、開戦時には関西・関東どちらでも江戸幕府を奔走させ疲れさせようと考えた。そこで西郷は薩摩藩士・益満休之助と同藩の陪臣（倍々臣）・伊牟田尚平に「江戸へ出たら浪人をよびあつめ、関東中で騒乱を起こせ。もし徳川家が警備隊（警察）を送ってくればできるだけ抵抗せよ」と告げると、両人は大喜びで江戸へ向かった。益満と伊牟田が三田の薩摩藩邸に着くと、同藩邸の留守居役・篠崎彦次郎とともに、公然と浪人を募集しはじめた。益満らは同藩主・島津忠義の名で「（江戸幕府第13代将軍徳川家定の御台所で、薩摩藩出身の）天璋院さまご守衛の為」と偽って徳川宗家へ浪人公募の旨を届け出た為、老中らは拒むことができなかった。これから益満らは東奔西走し募集した500名の浪人らを、中村勇吉、落合直亮と相楽総三らを統括者としてまとめると、権田直助を彼らの相談役に、しきりに彼らを江戸から関東一帯へ放って騒擾活動をさせた。
さらに慶喜復権に向けての不穏な動きを感じた討幕派は、薩摩藩管理下の勤王派浪士たちを用いて江戸幕府に対し江戸市中で放火、町人への強盗・庶民への辻斬りなど騒擾による挑発作戦を敢行しはじめた。
四散した浪人らは江戸では豪商や民家を強盗し、関東取締出役・渋谷和四郎の留守宅を襲うと家族を殺傷した。浪人らは、無頼の徒や浪人の名を借りて誰にはばかるところもなく、至るところで財産を盗んで騒擾事件を起こした。これらの浪人による騒擾事件は、10月下旬からはじまり、12月になると最も凄まじくなった。

### 庄内藩の見回り警備
そのとき庄内藩主・酒井忠篤 (庄内藩主)は新徴組を率いて江戸府内を取り締まっていたが、薩摩藩が放った浪人による暴動に人手が足りなくなり、10月末から歩兵半大隊、撤兵二中隊、奥詰銃隊半大隊、遊撃隊らへ市中の見回りと警備をさせていた。11月2日に酒井は城門の勤番人数をふやし戒厳をしき、月末には前橋藩、佐倉藩、壬生藩にも協力させた。

### 坂本龍馬が新政府綱領八義を示す
11月(太陽暦12月)、坂本龍馬が大政奉還後の新政権設立の為の政治綱領『新政府綱領八義』を示す。（この草案は、かつては慶応3年6月に、船上にて起草されたと考えられていた）
第一義では幅広い人材の登用、第二義では有材の人材選用、名ばかりの官役職廃止、第三義では国際条約の議定、第四義では憲法の制定、第五義では両院議会政治の導入、第六義では海軍・陸軍の組織、第七義では御親兵の組織、第八義では金銀物価の交換レートの変更が述べられている。

### 王政復古の大号令
慶応3年12月9日(1868年1月3日)、明治天皇は王政復古の大号令を発し、1.徳川慶喜の将軍職辞職を勅許。2.江戸幕府の廃止、摂政・関白の廃止と総裁、議定、参与の三職の設置。3.諸事神武創業のはじめに基づき、至当の公議をつくすことが宣言された。

### 小御所会議
同日夕刻開かれた小御所会議で、徳川慶喜の辞官納地に関して討幕・公儀政体派両陣営が激しく意見を対立させた。この会議では京都所司代・京都守護職の免職も当初の議題に含まれていたが、会議中に桑名藩主・松平定敬は京都所司代を自ら辞職し、会津藩主・松平容保も同様に京都守護職を辞したため、会議は徳川慶喜の地位に対するもののみとなった 。冒頭で司会の公家・中山忠能が「大政奉還に際し、先ず一点、無私の公平で、はじめに王政の基本を定める公議を尽くすべき」旨を述べ、公卿の間で「内府公（内府は内大臣。慶喜のこと）は政権を返上したが、おこなった目的の正邪が弁じ難いため、実績で罪科を咎めるべきだ」との意見がみられると、前土佐藩主・山内容堂が大声を発して議論をはじめ「速やかに内府公（慶喜公）のほうから朝議にご参与していただくべきだ」と主張。公卿・大原重徳に「内府公（慶喜）が大政奉還したのは忠誠から出た行動かどうか知れないため、しばらく朝議に参与させない方がよい」と反論されると山内は抗弁し、「今日の（会議参加者の）ご挙動はすこぶる陰険なところが多い。そればかりではなく、凶器をもてあそんで、諸藩の武装させた兵どもに議場を守らせ、わざわざ厳戒態勢をしくにいたっては陰険さが最もはなはだしく、くわしい理由すら分からぬ。王政復古の初めにあたっては、よくよく公平無私な心でなにごとも措置されるべきでござろう。そうでもございますまいば、天下の衆心を帰服させられもすまい。元和偃武から300年近くも天下泰平の世を開かれたのは徳川氏ではござらぬのか。なのに或る朝なれば突然理由もなく、大いなるご功績のあらせられる徳川氏ともあろうおかたをおそれおおくも排斥いたすとはいったい何事なのか。これぞ恩知らずというものではないか。いま内府公（慶喜公）がご祖先からご継承された覇権をも投げうたれ、ご政権をご返上なされたのは政令一途であらせられるからに違いなく、金甌無欠の国体を永久に維持しようとしたものであらせられます。かの忠誠のほどは、まことこのわたくしなどにも、感嘆をこらえがたいほどだ。しかも、内府公（慶喜公）のご英明の名は、すでに天下にとどろいているのではないのか。一刻でも早く、すみやかに内府公（慶喜公）のほうへ朝議にご参与していただき、台慮（貴人の考え）を開陳していただき遊ばされるべきだ。しかるに、２、３の公卿のかたがたはいったいどんなご見識をもってこんな陰険な暴挙をなされる。わたくしにはすこぶる理解しがたい。恐らくではありますが、幼い天皇をだきかかえ、この国の権勢を盗もうとたくらむ悪意でもおありになるのではございますまいか。まこと天下に戦乱の兆しを作るくわだてと申すべきでござろう」と一座を睥睨すると、意気軒高に色を成し主張した。越前藩主・松平春嶽も「王政を施行する最もはじめのときにあたって、刑罰の名をとって、道徳の方を捨ててしまうのは、はなはだよろしくない。徳川氏にあらせられては200余年の太平の世を開かれた。幕府による天下泰平の功績はこんにちのわずかな罪を償うに余りありましょう。皆さまもよくよく、土佐殿（山内容堂公）のお言葉をお聞きになるべきです」と、山内に歩調をあわせた大論陣を張った。会議に参加していた福井藩士・中根雪江による『丁卯日記』によると、薩摩藩士・大久保利通が「幕府が近年、正しい道に背いたのははなはだ重罪なだけでなく、このたびの内府公（慶喜公）の処置につきまして、わたしが正否を問いますと、尾張侯（徳川慶勝）、越前侯（松平春嶽）、土佐侯（山内容堂）、おさんかたの無理にお立てになった説をうのみにすべきではございません。事実をみるに越したことはない。まず内府公（慶喜公）の官位をけなしてみまして、所領を朝廷へ収めるよう命じまして（辞官納地）、わずかなりとも不平不満の声色がなく、真実をみることができましたならば、すみやかに参内を命じ、会議に参加していただけばよろしい。もしそれと違って、一点でも要求受け入れを拒んで、あるいはふせぐ気配があったなら、政権返上（大政奉還）はうそいつわりの策略であります。さすれば、実際に官位剥奪のうえ領地も削り、内府公（慶喜公）の罪と責任を天下に示すべきであります」といい、公家・岩倉具視は大久保の説に追従しまわりにも採用するようしきりに勧めながら「内府公（慶喜公）の正邪を分かつには、空論で分析をもてあそぶより、実績を見るに越したことはない」と弁論をきわめ、山内や春嶽とおのおの正論と信じるところを主張しあって、会議は決着しなかった。この後、会議は休憩に入るが、休憩中に薩摩藩士・西郷隆盛が「短刀一本があれば片が付く」と刀を示した。この西郷の言葉を聴いてから休憩室に入った岩倉は「山内容堂がなおも固く前と同じ論陣を張るなら、私は非常手段を使って、ことを一呼吸の間に決するだけだ」と心に期し、広島藩主・浅野長勲へ土佐藩士・後藤象二郎を説得するよう依頼した。浅野はその様にはからうと「私は岩倉卿の論が事理の当然とします。いま（広島藩士）辻維岳に命じ、後藤を説得させていますから、しばらくお待ちください。後藤がうなずきませんでしたら、私は飽くまでも土佐殿（山内容堂）に抗弁してやめませんから」と岩倉へ伝えた。五藩重臣の休憩室で、後藤は大久保へ山内説に従わせようとしていた。しかしすでに同じ休憩室にいた辻が、浅野の指令をうけて「岩倉説に抗弁すると主君（山内容堂）に不利な結果になる」と遠回しに後藤を諭していたこともあり、大久保はなんらききいれることがなかった。後藤はそれまで主君・山内の説どおり、「会議参加者一同が陰険なふるまいをやめ、公正にことを決める」よう一所懸命に全員を諭しつづけてきていたが、主君が間接的に命をおびやかされている事を悟ると、今度は山内と春嶽の方を向いて「さきほど殿が申されたまこと立派なご説法は、さも内府公（慶喜公）がはかりごとを企てていらっしゃることをご承知の上で、隠そうとなさっているかのごとく嫌疑されております。願わくばどうかもう一度お考え直されますように」といった。明治天皇がすでに席に着き、会議参加者もあつまって議論が再開されると、山内は腹心の後藤にも裏切られ心が折れてしまい、敢えてもう一度論戦を始めようとしなかった。再開された議決では岩倉・大久保らの説に決まり、有栖川宮熾仁親王が天皇の裁可を得た。
こうして朝廷は、内大臣・慶喜へ官位返上と、領地からくる収入を天皇家へ献上するよう命じた。
最終的には岩倉や大久保らの意見が通ったが、会津藩・桑名藩など、親徳川派の譜代藩はこの処分に不満を募らせ一触即発の剣幕となる。これら不穏な動静に対し、西本願寺・徳如上人が御所警固のため、六条侍および僧を参集させ尊王近衛団を結成。さらに征討総督宮の護衛、錦旗守備、諜報活動を行った。

### 二条城から大坂城への移徙
翌10日徳川宗家の親族で小御所会議の議定・越前藩主・松平春嶽と尾張藩主・徳川慶勝が使者として慶喜のいる二条城へ来ると、「朝廷（天皇家の政体）では王政復古を仰せ出されましたが、経費がなければ国政をおこなうためのどの施設も作り難いので、朝廷があらたに国政をはじめるにあたって徳川宗家の家禄うち200万石を朝廷へ献上するよう、また上様（慶喜）がさきの内大臣も辞任されるよう朝廷は求めております」との勅諚を慶喜へ伝えた。慶喜は新たに朝廷が政務をおこなう際の経費は、諸大名一般に石高に応じて割賦で朝廷へ献上させる方が合理的と考え、「ご尤もの仰せだが、江戸幕府（徳川宗家）の石高は世に400万石と称すると申せど（表高）、その実200万石の収入にすぎず（内高）、全額を献上とあらば幕領や旗本らの差し支えも少なくないであろう。一応、老中以下にも申し聞いた上で、人心を鎮め、定めてからお請け申し上げる。両人からその旨、執奏したまわりたく存じ申し上げる」と答えた。この話の事情が漏れたか、二条城の兵士らは大いに激動しはじめ、老中らには「（要求が過剰・傲慢な）朝廷も朝廷で（日本国を一家で切り盛りしながら、代々天皇家へ仕えてきた）徳川宗家へ余りにむごいといえばむごすぎるご無法さで、我々家臣団をもないがしろにしてくるしうちだ。これは全く、薩摩人（薩摩藩の者、鹿児島人）らが、勅諚の内容をたわめているからに違いない」と、いよいよ兵力に訴えようとする議論が起きた。
11日になると二条城内外での紛擾さわぎがますますはなはだしくなり、討薩の声がかまびすしくなり、殺気がいよいよあがって、会津藩士と薩摩藩士が市中で行き合うと刃傷沙汰に及ぶ者もあらわれた。こうして二条城に控える幕府の諸藩兵と、御所に侍る薩摩藩兵の間で、戦乱勃発は必至の勢いとなった。中でも丹波亀山藩主・松平信義や若年寄兼陸軍奉行・竹中重固らは過激な挙兵論者で、また老中・板倉勝静の様な慎重な者でさえ関東へ手紙を送って歩兵隊・騎兵隊・砲兵隊の３兵隊と軍艦を関西へ送るよう促したほどだった。この日、慶喜は親しく諸隊長へ引見し「我らが割腹したと聞けば、なんじらはいかようにともせよ。だが我らが生きてかくある間は、決して妄動すべきではないぞ」と厳しく言い伝えた。慶喜はこれでも心安からず、旗本5000人あまり、会津藩兵3000人あまり、桑名藩兵1500人あまりへ命令し、城中にあつめると、もっぱら開戦の暴挙をふせぐため城外に出るのを禁じた。薩摩藩兵が二条城下に迫ったとのうわさがあり、だれが指図するでもなく大手まわりの土塀に弓矢を射る狭間を切り開いた者がおり、それをみつけ驚くとやめさせた目付もいた。また薩摩藩兵が竹屋町までおしよせたといううわさがあったとき、ますます藩屏は憤怒して相互いに争ってでも城外に出ようとした。会津藩士・手代木勝任は福井藩士・中根雪江と酒井十之丞をみて「先んずれば人を制す。いま敵を討たねば戦機を失う。二者はどう思う」と血眼で詰問すると、両人はそれは嘘の言い伝えだとしながら「天皇の目前で戦の兆しをつくれば、朝敵も同然でござる」と説得し、辛うじてなだめえた。しかし将校・兵士らの憤怒はその極度を達し、一戦を交え薩摩藩の悪謀に報いようと殆ど狂ったかのごとく叱咤、慷慨、殺気が天を衝いた。
慶喜は極力配下を制し、その思いを察した老中・板倉勝静や若年寄・永井尚志らも鎮撫に努めたが、会津藩・桑名藩らを主とした兵士らの激動はたやすく静まらなかった。慶喜が心を込めた兵隊への親しい説諭も、軽挙妄動の制止も、いまではその手段を使い果たし、だからといってこのまま過ごしていれば、遂には天皇の間近で流血沙汰の大惨事となる戦乱が勃発するだろうことはまた確かな状況においつめられていた。むしろ一旦この地を去って、兵士らの高まり続けている憤怒の気勢を緩和させるに越したことはないだろうと思案しはじめた。こうして慶喜は天皇のもとで騒乱が起きる事を第一に恐れ、ただ時々刻々と激しくなっていく兵士らの「薩摩藩撃つべし」の勢いを緩和しよう欲し、特に深謀遠慮があったわけではないままで、ひとまず大阪城へ退去しようとした。しかし慶喜は後年、いつでも起きかねない御所辺での戦闘から、慶喜にとって母（吉子女王）方の実家で主家にあたる天皇を守ろうとするあまり、二条城から大阪城へ配下の兵士らを伴って退去しようとしたこの一時の判断が、暗躍する薩摩藩のたわめた非道な朝命への義憤でいきり立つ配下の多勢を結果として抑えきれないまま、つづく鳥羽・伏見の戦いを引き起こした事を「一期の失策」と後悔し、「たとえ発奮している部下の兵隊に刺し殺されようとも自分は天皇のもとを泰然として一歩も動かず、（徳川宗家の旧幕府軍の主力部隊を構成していた）会津藩主と桑名藩主へ帰国（帰藩）を命じ、（内大臣をやめてから）自分ひとりでいち平大名として再び天皇家（朝廷）に公職（仕官）を願い出ればよかった」と振り返っている。慶喜は大阪城へ一時退避する決心のもと、まず近臣に命じて身辺の武具などを整理させ、二条城を退去する準備をひそかにさせはじめた。
同日（11日）慶喜は「昨夜から辞官納地の朝命が外に漏れ、みなの心はますます激昂し、予に迫って挙兵を促しておる。予は不敏な者ではあるが、朝敵の名を負って祖先を辱めるのは忍びえぬ。よって、しばらくこの地を避け、下坂（大阪へ移動）しようとぞ思う。大阪ならば鎮撫のすべも講じやすいであろう」とほとんど涙を落としかけながら、ふたたび二条城に登城してきた福井藩主・松平春嶽へいった。春嶽はその言葉を聞き、感涙して、慶喜を仰ぎ見る事ができなかった。
12日、春嶽は尾張藩主・徳川慶勝と議論して出した案――慶喜の大阪移徙（いし。わたまし。貴人の移動）後、衆心が鎮静したのを待ってから再度入京し、辞官納地を正式に受ける案をだすと、そのむねを慶喜へ言上した。慶喜はこれをこころよく許諾した。慶喜はまた会津藩・桑名藩の藩屏主力２藩へ帰国させようと、宇都宮藩主・戸田忠恕へ命じて、会津藩主・松平容保と桑名藩主・松平定敬らへ帰国のお暇を出させようとし、ほどなく老中らの裁可が得られ、容保と定敬に伝えられた。しかし両藩兵の実際の帰国は、朝廷が両藩の主家にあたる徳川家を薩摩藩・長州藩らの武力のもと、内大臣・慶喜を排除した秘密会議（小御所会議）での朝命の名を借り、徳川宗家の地位・財産をその政権と共に簒奪しようとする「辞官納地」の無理難題であり、徳川方からの不満・反発を鑑みれば不可能だった。だからといって、慶喜が大阪へ移徙後に会津・桑名藩兵を京都にのこしておくと、どんな事態がおきるか分からなかった。慶喜は、むしろそうならば、会津・桑名藩兵をともに大阪城へつれていこうと考えた。慶喜は大阪城への移動企図の重要な一側面が、会津藩兵らの暴発を防ぐつもりでありながら、激昂している会津藩士らを刺激しないため、さもそうと思っていない風を装って会津藩の家老・田中玄清へ「薩摩人（鹿児島人、薩摩藩士）が兵の威圧で幼帝をだきかかえ奉ったので、今の所業になったのだ。緩急や遅速はあれども、彼らの罪は問うべきであろう。けれども、陛下の間近で戦闘すれば、宸襟（天子のお心）を悩まし奉るだけでなく、同時に外国勢力が好機とうかがいみて不相応な干渉を企てようとするであろうし、大戦乱も目前に開ける。そうなってしまえば、わが政権を陛下へ奉還し、万国に並び立つ国威を建てようとした予の素願も、水泡に帰してしまうであろう。ゆえに、予は一旦下坂しようと思うのだが、肥後守（松平容保）も予に同行してもらうつもりなので、なんじら部下も予と共に来たれ」といった。田中がしりぞくと、おなじ会津藩士の佐川官兵衛や林権助らは田中をみて「敵に計略があるかもしれぬ。決して夜が迫ってからのご出発であってはならぬ。たとえ内府公（慶喜公）のご出発があっても、わが容保公にご出発していただくのはならぬ」と真っ赤な顔で言い争っていた。慶喜が容保をよび、容保のあとに佐川と林がしたがって慶喜の御前に至ると、老中・板倉勝静らが座にいた。慶喜が「なんじらは隊士の長だと聞く。その壮武、愛すべきである。今しきりに下坂をとめるのはなにゆえだ」と問うと、佐川と林は「もうすでに夜になりかかっております。倉卒の（あわただしく急な）ご下阪は、すこぶる危うくございます。願わくば斥候を設け、兵威をおごそかにし、明朝を待ってご下阪あらせられるべきかと存じ申し上げます」と答えた。慶喜は「下坂の機会を失うべきでもなかろう。斥候はすでに配置してある。兵威もまさに張り巡らせてある。遅速や緩急はあっても、かならずや薩摩の者の罪を問おう。予に深い計略はあっても、事が内密でなければ敗れるのは明らかであるがゆえ、今は明言しない。なんじらは憂わずともよい」というと、佐川と林の両人は拝謝し、外へ出て、激昂する他の兵士を慰め諭した。
いつでも兵士暴発が起きかねない危険な二条城側の状況を伝える報告書（奏聞）で「（まだ慶喜が正式に官位を辞任していない以上、天皇家の政体（朝廷）側の事実上の内大臣のままともいえる）徳川宗家家臣団の大阪城への移動の可否について、本来なら天皇家（朝廷）の許可（勅許）を待ってから出発すべきですが、このたびの朝命の帯びている無法さへの配下の義憤はただ事ではなく、配下の暴走で天皇家側をまきこみかねない戦闘勃発の危機がいますぐそこにも迫っているため、その許可を待っている一刻の猶予もありません。ほかの手立てもありませんから、致し方なく、配下を連れて、天皇家のおわす御所と一定の距離が保てる大阪城へ即時退去させていただきます」と御所側（天皇家側、朝廷）へ届け出た。慶喜は留守居役にした水戸藩家老・大場一真斎へ二条城を預けると、城中の兵士らをこぞって集め、会津藩・桑名藩の主力部隊も引き連れ、徳川宗家の全軍をまとめて大阪城へ退去した。
慶喜はもともと勤皇の水戸藩（慶喜の実家、水戸徳川家臣団）であれば有事があっても後顧の憂いなしと考え、同藩・本圀寺党としてこれまでともに天皇を守ってきた同藩家老・大場一真斎と鈴木縫殿の２人をじきじきに召し、二条城の留守居役を命じると、手づから、腰に帯びた刀、備前一文字則宗の拵附を大場へたまわった。こうして二条城は大場を主将として留守をし、若年寄・永井尚志は物情鎮定の命令を受け城中に留まった。
また慶喜はお供の将校・兵士らを二条城中の広場に呼び、酒樽を開いて乾杯し、一同に飲ませた。『徳川慶喜公伝』によると、このときの杯は桐の紋章を描いた金製で、何千個あったか定かではないが、以前、本願寺から献上されたものだったという。酒を散じてから、慶喜は会津藩主・松平容保、桑名藩主・松平定敬、老中筆頭・板倉勝静らをしたがえて、徒歩で二条城の裏門から出で立った。慶喜は途中で馬に乗り換えたが、このとき旗本・御家人らをはじめ会津藩士・桑名藩士ら随従する者が約１万人ほどに及び非常に多く、時刻は午後６時頃だった。日はすでに暮れていたので、慶喜は白い木綿を着て両腕をたすき掛けにし、他の者は片方の腕だけたすき掛けにさせ、主従を見分けられるようにした。提灯は一小隊に一個を与えただけだった。慶喜ら大行列の一行は大宮通をくだり、三条通を西へ出て、千本通をくだり、四辻にでて鳥羽街道をへて、しばらく鳥羽村で休憩した。淀の橋のもとで食事をとったが、普段は路地を掃き清め、砂を盛り、御小休憩所や御旅館などを厳にしつらえるべきであるのに、今は落ち武者ともいうべきありさまだったので、扈従（こしょう。貴人に付き従う人々）の人々は密かに涙を流さない者はなかった。八幡の闕門をすぎ、枚方駅についたとき、13日の朝日がほのぼのと白みわたるあかつきだったが、ここで慶喜は朝食を食べた。守口駅で昼食のとき、慶喜は容保をかえりみて「越中（越中守、松平定敬）も同じ事だが、６年もの久しきあいだ、誠実な心で朝廷の御為に尽くしてきたが、この体たらくに立ち至ったのは時の運というべきだろう。けれども、御所からご譴責もあるべき勢いであったのに、無事にお暇たまわってここまでこれたのはせめてもの事で、つまるところ、貴卿らの誠実が貫通したものであろう。この節ではご賞与をこうむっても嬉しいとも思わぬが、ご譴責をこうむればなおさら遺憾なるべきだったのに、そのことがなかったのはまずまず一同さいわいであった」といった。こうして同日午後４時頃、慶喜らは大阪城についた。急な事だったので、いろいろなお迎えの用意も整っておらず、大阪城代の常陸国笠間藩主・牧野貞直がとりあえず夕食の御膳を慶喜へ勧めたが、慶喜はその半分をわけ、容保らへたまわり、お供の部下をねぎらった。
こうして徳川宗家慶喜率いる旧幕府軍は、12日夕刻には京都の二条城を出て、翌13日に大坂城へ退去した。
春嶽はこれを見て「天地に誓って慶喜は辞官と納地を実行するだろう」という見通しを総裁の有栖川宮熾仁親王に報告した。

### 旧幕府側で高まる主戦論
旧幕府軍（王政復古の大号令で幕府の廃止が宣言されているため）の拠点となっていた大坂城では、会津藩士と桑名藩士だけでなく幕閣にも主戦論が高まったため、12月中旬に旧幕府軍は京坂の要地に軍隊を展開した。西国街道の西宮札の辻に小浜藩兵500人、京街道の守口に伊勢亀山藩兵200余人、奈良街道の河堀口に姫路藩兵200余人、紀州街道の住吉口に紀州藩兵若干名を配した。また、枚方と淀には注進に備えて騎兵を置き、真田山と天王寺に陣営を築き、大坂、大坂城外14カ所の柵門、十三川の渡口、守口、枚方、山崎、八幡、淀を幕府陸軍で固め、伏見には幕府陸軍と新選組を配し、叛旗を翻す姿勢を取った。
12月23日と24日にかけて朝廷において、大坂城に移り音信不通となった慶喜について会議が行われた。参与の大久保利通は慶喜の謀叛と主張し、ただちに「領地返上」を求めるべきだとした。これに対し春嶽は、旧幕府内部の過激勢力が慶喜の去就を妨害をしていると考え、それでは説得が不可能として今は「徳川家の領地を取り調べ、政府の会議をもって確定する」という曖昧な命令にとどめるべきとした。岩倉も春嶽の考えに賛成し、他の政府首脳もおおむねこれが現実的と判断したため、この命令が出されることに決した。再度春嶽と慶勝が使者に立てられ、慶喜に政府決定を通告。慶喜は近日中に上京し、何故不審な行動をとったのか直接説明するよう命ぜられた。

#### 関東中での浪人による騒擾事件
11月から12月にかけ、薩摩藩士・鯉渕四郎ら数十人は相模国へいくと、荻野山中藩主・大久保教義が甲府城の勤番のために留守にしていた荻野山中陣屋へ放火し、武器や軍用金を強盗した。薩摩浪人・竹内啓（武蔵国出身）ら数十人は下野国へいくと、薩摩藩と称し大平山、岩舟山、出流山（出流山事件）などによって尊王・討幕と称する集団での騒擾行為をおこなった。また一群の浪人らは上総国、下総国、常陸国水戸へ赴いたが消息をつかめなくなった。薩摩浪人・上田修理らの一群は、甲府城を焼こうとして八王子にやってきたが、江川太郎左衛門の配下に逮捕された。
旧幕府方は壬生藩、館林藩、足利藩ら諸藩に命じ賊徒を追討させ、宇都宮藩には真岡陣屋を警護させた。足利藩兵は関東取締出役・宮内左右平の兵とともに、竹内啓らの賊徒を撃破し、捕縛・斬刑した。12月18日、旧幕府方は歩兵一中隊を戸塚へ派遣して、また似た様な暴行をしている浪人らを追討させた。

#### 江戸薩摩藩邸の焼討事件
12月23日夜、薩摩藩の支藩・佐土原藩士の一隊は三田の庄内藩屯所を銃撃し、詰め合いの者を殺傷した。さらに同日江戸城二の丸附近も炎上し、これらの工作活動に堪りかねた江戸幕府は薩摩藩上屋敷の浪人処分を決定した。25日、旧幕府は薩摩藩に浪人たちの引き渡しを求めたが薩摩側が拒絶したため、庄内藩らによる江戸薩摩藩邸の焼討事件が勃発した。
27日(1868年1月21日)、薩摩・長州・土佐・安芸四藩が、天皇観閲の下、京都御所・建春門前で軍事演習を披露。

#### 江戸城・二の丸御殿の炎上
23日、江戸城の二の丸が火事になった。これは放火だとすると噂が広まり、二の丸御殿は天璋院の住まいだったため、大奥の女中が薩摩藩士と共謀して犯行したに違いないとか、同藩士が天璋院を誘拐しようと攪乱行為を働いているせいだとか、嫌疑が薩摩のみへ一気に集まった。『徳川慶喜公伝』が引用するところ、『史談会速記録』「落合直亮談話」の中で、旧薩摩藩士・市来四郎が、江戸城二の丸放火は同藩陪臣（倍々臣）伊牟田尚平のせい、としているとする。もろもろの役人（公務員）もあちこちで起きてきているあまたの暴行は薩摩浪人の所業だとついに探知するにいたった。役人らは大いに心を戒めると城門の警備を厳格にしだし、歩兵・騎兵・砲兵の３兵隊を曲輪内に集め非常時だと知らせながら、幕府陸軍へ命じて新橋、喰違、水道橋、昌平橋、和泉橋、下谷新橋を守らせ、往来を禁止した。また、永代橋、大橋、両国橋、東橋、一石橋、日本橋、江戸橋、鐙之渡、湊橋、豊後橋を諸大名の分担で守らせた。これらの戒厳令の敢行は、各警備隊がいずれも浪人を監視するためのものだったが、ひとりも浪人を逮捕したり

### 徳川宗家による外交事務代行
「徳川家（徳川宗家）の政体（江戸幕府）」は大政奉還の後から、日本政府の外交事務は「徳川家の政体（幕府）」と「天皇家の政体（朝廷）」のどちらで取り扱うのかと、各外国公使から頻繁に問い合わせられていた。慶喜はみずからがかねてからの志であった大政奉還をした以上「天皇家の政体（朝廷）」が日本政府として外交事務をつかさどるべきだと考えていたが、これまで日本の公儀としてあらゆる政治的実務をつかさどってきたのは「徳川家の政体（幕府）」であった一方、「天皇家の政体（朝廷）」側にはまだその準備がまだ整っておらず、外交上の実務経験や心構えも不足しているからには、いますぐ外交事務をおこなうのは難しいだろうと天皇家を思いやっていた。慶喜には、水戸徳川家代々の「尊王の大義」で母方（有栖川宮家）の主家に当たる天皇家を立てる必要があり、その尊王主義の手前、新政体が発足間もない天皇家側にはまだ政治的能力がないと直接正直に外国公使らへ打ち明けて語るのも難しい事情があった。また、慶喜は、彼と同様の認識であった明治天皇（当時16歳）の摂政・二条斉敬から内々に、「ただいま朝廷（天皇家の政体）では外国人らを接受することはできそうにないので、徳川家（徳川宗家）には気の毒だが、大政を奉還される前のとおり、外国公使らを応接して下さい」との外国公使・接受代行の依頼を受けていた。そんななか二条城を出て、大坂城に入った慶喜は、12日大坂城黒書院へフランス、イギリス、イタリア、アメリカ、プロイセン、オランダ各国公使らを集め、各国との条約の締結や外交事務は、唯一の公式政権として徳川宗家が一時的に取り扱う旨を説明した。
この頃、フランス公使・レオン・ロッシュが「徳川家（徳川宗家）が政権をお持ちになっているあいだ、フランス側は飽くまで貴家へお味方させていただくつもりですが、政権を奉還（大政奉還）なさった以上は、これまで通りお味方させていだくのは難しいかと存じ上げます」と、旧幕府側へ申し出た。このため、幕閣の一人として諸外国と直接外交を行ってきていたもと老中・外国事務取扱（外交官）の丹波亀山藩主・松平信義が、「いまご当主（徳川宗家主、慶喜）が外国の助けを失っては一大事でございます」と、慶喜に朝廷（天皇家の政体）からの外交権委任状をフランス側へ示す事を勧めた。実際は徳川宗家当主で（前）内大臣・慶喜が内々に（まだ当時16歳で十分な実務能力を持たない）明治天皇の摂政・二条斉敬から依頼を受け、日本政府側として外交事務を一時代行する予定だったが、松平信義が勧めている委任状の内容は「天皇家（朝廷）からの委任で」徳川宗家が外交事務をつかさどる、とわずかな事務手続き上の偽りを含んでいた。慶喜はこの委任状の事務手続き状の偽り（摂政個人からの内々の依頼と、天皇家の政体からの公式の外交権委任として勅許があった事実の違い）を厳格にみて、松平信義にそのような文書を朝廷からわざわざ取り付けたりロッシュへ渡したりすることを許さなかった。しかし、松平信義はロッシュの説得にはやむを得ない措置と考え、密かに作った自作の外交権委任状を外国人へ示した。

### 大阪城での官吏の大憤激
28日(1868年1月22日)、江戸薩摩藩邸の焼討事件の報が大坂に届くと、慶喜の周囲では「薩摩討つべし」の声が高まる。
慶喜は大阪城で物情の鎮静化につとめていたが、小御所会議（王政復古クーデター）での辞官納地の通達以来、幕臣の激昂が甚だしくなっており、そこでさらに薩摩藩士が家康以来徳川宗家（将軍家）の本拠で主城を構えていた江戸で市中への放火等の騒擾事件（江戸薩摩藩邸の焼討事件）を起こすと、庄内藩士らによる治安維持のための鎮圧戦が始まった。
老中・板倉勝静は江戸薩摩藩邸の焼討事件について憂慮し、「焼き討ちする様な事は以ての外だ。上方（京阪地方）も江戸もひたすら静まっていて、薩摩藩につけいる隙を与えないことが肝要でござる」と慎重姿勢を崩さなかった。しかし大阪城のなかでは上司も下士も今にも暴発しそうな勢いが誰にもほぼ制御できなくなり、老中で丹波亀山藩主の松平信義は「令状を出して、大阪を徘徊する薩摩人（鹿児島人）１人を斬るごとに15金を与えよう」との公議を出すに至った。慶喜はこれを聴くと、無謀な議論で、血気の小勇（蛮勇）にすぎないと、幕命による大阪からの鹿児島人抹殺の企てを制止した。

### 徳川慶喜への再入京の朝命
京都から越前藩士・中根雪江や尾張藩の者ら４、５人が大阪へきて、朝命（天皇家の政体・朝廷からの指令）によって、慶喜へ再び京都へくるよう勧めた。慶喜は「では軽装（少数のお供だけを連れての朝議参内）で京都へ行こう」と考えたが、会津藩・桑名藩やほかの旗本の者らがこの慶喜の台慮（貴人の思い）をききいれず反対し、「薩摩藩を討つ好機会なので、十分な兵力を持って京都へ行き、是非とも君側の奸を清めましょう」と主張した。このとき、官僚で最も身分が高い者で老中からそれ以下の官職にあたる大目付や目付までほとんど半狂乱のありさまで、もし慶喜が薩摩藩征討（討薩）を肯定しなければ配下が一体なにをしだすか想像もできない状態で、しかも官僚から兵士らまでみなが完全に討薩を心から固く決意している気配だった。当時の大小目付部屋の光景は驚くべきもので、居並ぶ武者のみながあぐらをかき口角泡を飛ばしながら討薩論に熱中しているありさまは、ほとんどどこからも手の下しようもない状態だった。
このとき慶喜は風邪をひいており、寝巻（寝間着、寝衣）のまま寝床（布団）の中にいたところへ老中・板倉勝静がやってくると、将校から兵士までの討薩を望む士気の激昂は凄まじいもので、このまま何もせずには到底いられない旨、また「いくら少数のお供を除けばおひとりで京都へ行かれたいとはいえ、所詮、大君（日本最大の大名）であらせられるからには、万が一の為に御身をお守り申しあげる大勢の兵隊を帯びねば到底その様な事は叶いますまい」とくりかえし慶喜を説き伏せた。慶喜はそのとき読みかけの『孫子』の一節を示しながら「『彼を知り己を知れば百戦あやうからず』とこの本にある。そこで試しに聞くのだが、今わが幕府に西郷隆盛に匹敵すべき人物はいるか」と板倉に問うと、板倉はしばらく考えてから「おりません」と答えた。慶喜が続けて「では大久保利通ほどの者はどうか？」と問うと、板倉はまた「おりません」といった。慶喜はさらに吉井友実ら薩摩藩で名のある数人を挙げ「この人々に拮抗しうる者はいるか」とつぎつぎ尋ねてみると、板倉はまたまた「おります」とは言えなかった。このため慶喜は「こんなありさまでは、もしわが軍が薩摩藩側と戦っても必勝を期し難いだけでなく、遂にはいたづらに朝敵の汚名をこうむるだけではないか。決してわが方から戦を挑むことなきよう」と板倉へ無謀な開戦を制止した。それでも、板倉と若年寄・永井尚志らはしきりに将校・兵士らの激憤状態を慶喜へ説明し、「もし上様（慶喜）が飽くまで討薩の命令をゆるして下さらなければ、おそれ多くも、上様を刺し違えたてまつってでもわが軍隊は脱走しかねない勢いなのでございます」といった。慶喜は「まさかおのれを殺すまではしまいが、わが方の兵が脱走しそうなのは勿論だ。そうなったらいよいよ国が乱れるもとであろう」と、自軍の制御が十分に及んでいないのをひたすら嘆いていた。こうして江戸薩摩藩邸の焼討事件以後、なおさら大阪城のなかの将校・兵士らの憤激は到底制御することが不可能になった。
慶喜が薩摩藩への義憤に逸る大阪城配下の兵隊の大勢を抑え続けられなくなり、「なんじらのなさんと欲するところをなせ」「いかようとも勝手にせよ」と放任すると、将校・兵士らは『討薩表』を慶喜の名で書くと旗本・竹中重固が薩摩藩側へ持って行った。
こうして朝廷から御所への参内を命じられた慶喜は、慶応4年（1868年）元日『討薩表』と共に2日から3日にかけて京都へ向け近代装備を擁する約1万5千の軍勢を進軍させた。さきども進軍の間、朝命のとおり軽装で上京するつもりで出兵が本意ではなかった慶喜はこのとき風邪をひいてずっと寝巻で布団の中にいて、はじめからおわりまで大阪城の中から出ず、甲冑・軍装などの軍服も着ずに、ただ嘆息していた。後年、慶喜は回想談中で、自身はもとから朝命どおり軽装（連れても少数のお供だけ）で御所へ参内するつもりだったことともあわせ、当時の大阪城の配下がことごとく「なにがなんでも討薩の命令を」と大憤激し、全軍の総指揮官としての自分には彼らの進軍を抑えきれなくなってしまったありさまは、自身の為に御所までの道を開ける先供の制止にあらゆる手を尽くしたが最早どんななすすべもなく、形の上でそういう結果に立ち至ってしまったもの、と語っている。
アメリカ合衆国（米国）弁理公使（駐日アメリカ合衆国大使）・ロバート・ヴァン・ヴォールクンバーグはの老中・板倉勝静、酒井忠惇、松平信義 (丹波亀山藩主)らへ正式な外交文書を送り、そのなかで旧幕府側は条約に基づく米国人保護を依頼されると共に、旧幕府は現在誰と戦争をしているのか」「旧幕府側に反抗しているのは島津忠義だけか、それとも味方や協力者がいるのか」と米国政府側から問われると、これへ返信した老中・板倉勝静と酒井忠惇は連署による公文書で「当今わが国（日本国）に政変があり、やむを得ず兵力を用いるときは賊徒・不臣である島津忠義の一藩（薩摩藩）を除くためで、同藩がどこへ潜伏しどんなはかりごとを企んでいるかも測り難い。旧幕府が兵力を用いる際、条約批准済みの外国人は保護し、その方法も厳重に手配するので安心して欲しい。事態の鎮静化までにはなるだけ遠行等もなきようお心づきを頼み入ります」と、不測の事態による武力衝突時には、飽くまで徳川方へ反抗し謀略を企んでいる島津忠義の率いる薩摩藩一藩との間のもの、との政府公式見解を出した。武備を鞏めての進軍は明らかに朝廷に対する威圧行為であった。
旧幕府軍主力の幕府陸軍歩兵隊及び桑名藩兵、見廻組等は鳥羽街道を進み、会津藩、桑名藩の藩兵、新選組などは伏見市街へ進んだ。旧幕府軍の本営は淀本宮(淀姫社)に置かれ、総督は松平正質、副総督は塚原昌義であった。
慶喜出兵の報告を受けて朝廷では、2日に旧幕府側の援軍が東側から京都に進軍する事態も想定して、橋本実梁を総督として柳原前光を補佐につけて京都の東側の要所である近江国大津（滋賀県大津市）に派遣することを決めるとともに、京都に部隊を置く複数の藩と彦根藩に対して大津への出兵を命じた。だが、どの藩も出兵に躊躇し、命令に応えたのは大村藩のみであった。渡辺清左衛門率いる大村藩兵は3日未明には大津に到着したが、揃えられた兵力はわずか50名であった。

## 経過

### 旧幕府軍北上
1月2日、旧幕府軍は大坂を発ち京都へ向けて北上した。会津藩兵等は船で淀川を上ってその日のうちに伏見に上陸した。その他の部隊は陸路で北上し、淀で宿営した後、翌3日に鳥羽街道方面と伏見方面の二手に分かれて行軍した。伏見では以前から奉行所に新選組や一部の歩兵部隊が駐留しており、伏見到着後、それらの部隊と合流した。

### 鳥羽方面での戦闘
旧幕府軍は慶喜参内にあたって軽装（少数のお供）でくるよういわれていたので、それなら幸いと先供を進軍させていた。慶喜が朝命（明治天皇の頼み）に従い御所へ参内するにあたって、島津家文書の『慶明雑録』では旧幕府軍は薩摩藩との戦闘を京都に入った後で行う認識だったとし、『村摂記』では旧幕府軍側は京都に入るまでは平穏に行軍するよう慶喜から命令されていたとする。
1月3日、京都見廻組400名、幕府陸軍歩兵第一連隊、歩兵第五連隊、伝習第一大隊、砲6門、桑名兵4個中隊、砲6門をはじめとする、旧幕府軍が淀を発って鳥羽街道を北上した。鳥羽街道方面の指揮官であった竹中重固は伏見に向かっており、討薩表を朝廷に提出する使者で、軍の指揮権は有さないはずの大目付滝川具挙が実際の指揮を執っていたとみられている。
鳥羽街道で旧幕府軍の先頭を進んでいたのは使者である滝川具挙の護衛とされた京都見廻組で、和装に甲冑や鎖帷子を身につけ、刀槍を装備し、銃は持っていなかった。3日午前、街道を封鎖するために南下する薩摩軍の斥候と京都見廻組の先発隊が上鳥羽村において接触した。見廻組は慶喜の先供であるとして通行の許可を求めたが薩摩軍斥候はそれを認めず、可否を京都に問い合わせるためそれまで控えるようにと回答した。そのため見廻組は一旦控えるということで、小枝橋を渡って鴨川左岸へ引き返した。薩摩軍はこれを追尾して前進し、鴨川を越え、小銃五番隊、外城一番隊、外城二番隊、外城三番隊の4個小銃隊および一番砲隊の半隊砲4門が鴨川左岸に展開した。小銃六番隊は鴨川を越えず、右岸の小枝橋付近に潜伏した。先発隊と合流して滝川具挙が先頭に立った旧幕府軍は、小枝橋の南、鳥羽街道の赤池付近を先頭に行軍隊形のまま停止した。
滝川具挙は薩摩側の代表、椎原小弥太と山口仲吾に通行許可を求めたが、薩摩軍は朝廷へ問い合わせ中であるとしてそれを認めなかった。このような交渉が繰り返されたが状況は変わらず、午後5時頃、滝川は「最早や夕刻ともなるによって、強行して入京す」と最後通告を行ない、これに対して椎原が「われわれは朝命を奉じ、この地を守るものゆえ臨機の応対を仕る」と答えた。そこで、旧幕府軍は封鎖を強行突破するため縦隊で行軍を開始した。椎原、山口が自陣へ走り「手切れだ」と叫ぶと薩摩軍は合図のラッパを吹き、それと共に一斉に射撃を開始した。
薩摩軍は左右の藪へすでに兵士を回してあり、前と左右から先制攻撃をしかけた。一方の旧幕府軍は強行突破をしようとしていたものの、この段階での戦闘を予期しておらず、行軍隊形のままで、小銃にも弾薬を装填していなかった。そのため旧幕府軍は隊列の前から薩摩軍に潰されることになった。
薩摩軍の激しい射撃により旧幕府軍は先頭の部隊に死傷者を続出させて大混乱に陥り、一部の小隊のみが応戦した。薩摩軍砲兵の砲撃が先頭に砲列を布いていた旧幕府軍の3門の砲車のうちの1門に命中して大爆発を起こし、残りの2門の砲も応射したが薩摩軍砲兵の集中砲火を受けて制圧された。滝川具挙は射撃開始時に入京を強行すべく乗馬したところであったが、友軍の大砲が爆発した音に乗馬が驚いて後方に向けて走り出し、街道上の友軍をかき乱しながら戦場を離脱したので、旧幕府軍は総指揮官不在状態となった。
京都見廻組も混乱状態となったが、与頭の佐々木只三郎によって叱咤されて指揮統制を回復し、前方の薩摩軍へ向けて突撃前進した。薩摩軍の射撃によって突撃は撃退されたが、この間に旧幕府軍は体勢を立て直し、部隊を戦闘隊形に展開し始めた。踏みとどまった一部の兵と前進してきた後方の兵が展開して射撃を行ない、突撃を断念した京都見廻組も敗走した歩兵が捨てていった銃を拾い集めて火戦に参加した。さらに、幕府陸軍歩兵第一連隊、続いて桑名兵など旧幕府軍部隊が続々と攻撃前進し、桑名藩の砲兵も到着し、砲撃を始めた。しかし、薩摩軍は凹型に展開しており、旧幕府軍は前進すると包囲の中に飛び込む形となり、前方および左右から射撃を浴びることとなった。そのため旧幕府軍の一部は薩摩軍最左翼の外城一番隊を攻撃し始めたが、そこへ長州軍の田村甚之丞率いる一個小隊が増援として到着し、薩摩軍左翼のさらに左に展開して、攻撃中の旧幕府軍の右側面を射撃したため、攻撃は撃退された。旧幕府軍主力の薩摩軍中央への攻撃も大損害を受けて頓挫し、旧幕府軍は下鳥羽方面へ後退した。下鳥羽には公卿の菊亭家の米蔵があり、そこにあった米俵を使って幕府陸軍の築造兵（工兵）が陣地を構築し、旧幕府軍はその陣地に入って宿営した。この日の旧幕府軍の損害は大きく、そのうち歩兵第一連隊（1,000名）は過半数が戦死したと伝えられている。薩長軍は下鳥羽に旧幕府軍陣地があることを発見すると夜戦を避けてこれを深追いせず、元の位置を陣地としてそこにとどまった。その夜は双方が斥候を送り出し、小規模な戦闘が発生したが戦線に大きな動きはなかった。
4日午前5時頃、旧幕府軍は下鳥羽の陣地を出て薩摩軍陣地を攻撃した。旧幕府軍は前日に大損害を受けた第一連隊に代わって第十一連隊と砲4門を第一線として攻撃前進した。（第七連隊と第十二連隊の2個連隊との説もある）薩摩軍は私領二番隊が戦列に加わり、一部の部隊の位置が入れ替わった他は前日同様の配置であったが旧幕府軍は前日同様、戦線の中央突破を図ったため、包囲に飛び込む形となり、前方と左右より射撃を受けた。そのため旧幕府軍の両翼の部隊は向きを変えて応戦したが、中央の部隊はなおも突進して薩摩軍中央の小銃五番隊、私領二番隊に迫り、猛烈な射撃を加えた。しかし薩摩軍はこれを持ちこたえ、旧幕府軍は戦線を突破することができなかった。しばらく両軍の間で火戦が行われたが、次第に旧幕府軍の損害が増え、旧幕府軍は攻撃を断念して下鳥羽の陣地へと後退した。この戦闘において、馬上で第十一連隊を指揮していた幕府陸軍歩兵奉行並の佐久間信久が狙撃され、戦死した。
午前8時頃薩摩軍は攻勢に転じ、下鳥羽の旧幕府軍陣地を攻撃した。この間、旧幕府軍は損害を受けた第十一連隊に代わって第十二連隊を前面に出して再度攻勢に出るつもりであったが、その前に薩摩軍の攻撃を受け、防御戦闘を行った。旧幕府軍は米俵を胸壁としつつ薩摩軍に激しい射撃を浴びせ、薩摩軍は陣地に近づくことができなかった。薩摩軍は散兵で射撃し、そのうち小銃六番隊は一人あたり100発以上の射撃を行うなど、激しい火戦が行われたが戦線を崩すことはできなかった。そのため、薩摩軍は一旦後退して弾薬を補充した後、再度攻撃前進した。今度は小銃隊からの支援要請により小銃隊だけでなく砲隊も前進した。砲戦をしつつ前進した一番砲隊は4門の砲のうち2門が途中で破損したが、残りの2門が旧幕府軍陣地近くまで進出し、至近距離から榴弾を撃ち込み、米俵でできた胸壁を吹き飛ばして破口を作り、また旧幕府軍の砲台を制圧した。正午過ぎには薩摩軍の増援として兵具方一番隊と一番遊撃隊が到着した。加えて、伏見からも小銃一番隊が転進し、薩摩軍最左翼の外城二番隊と協力して南下し、旧幕府軍の右側面を攻撃した。これにより旧幕府軍は前方と右側面より包囲されることとなった。旧幕府軍はしばらくは持ちこたえたものの、午後2時頃、富ノ森方面へ後退した。この戦闘で幕府陸軍第十二連隊長窪田鎮章および連隊副長秋山鉄太郎が戦死した。富ノ森には築造兵が酒樽に土砂を詰めて畳や戸板などを積み重ねて胸壁とした陣地を構築しており、後退した旧幕府軍はその陣地に入った。
旧幕府軍の後退を受けて薩長軍は追撃に移り、私領二番隊、兵具方一番隊、一番遊撃隊、伏見から転進してきた三番遊撃隊、長州軍第三中隊が追撃を行った。午後4時頃、薩長軍は富ノ森の陣地を攻撃したが、陣地には旧幕府軍の小規模な一部隊しか残っておらず、主力は淀方面へと後退していたため陣地は容易に占領された。その後、薩長軍は後退する旧幕府軍をさらに追撃した。薩長軍の進撃路である鳥羽街道は桂川の堤防になっており、右手は近くに桂川が流れており、左手は横大路沼から続く湿地と田畑が混在する地形であった。そのため薩長軍は部隊を広く展開することができず、狭い進撃路を進まざるを得なかった。薩長軍が街道を進んでいくと、前方の納所に旧幕府軍の陣地が構築されており、そこから砲撃を受けた。また横大路沼を挟んだ南東の伏見街道、淀堤にも旧幕府軍の砲台があり、その砲台からも砲撃を受け、薩長軍は前方と左側面からの十字砲火を浴びることとなった。さらに、湿地帯の枯れた蘆荻の茂みには会津藩や大垣藩の部隊が少人数に分かれて潜伏しており、薩長軍の隊列が近づくと茂みから飛び出して槍や刀で薩長軍部隊の側面から斬り込み攻撃を行った。これらの砲撃と待ち伏せ攻撃によって薩長軍部隊は混乱し、後退しはじめた。これを見た旧幕府軍は薩長軍を追撃し、余勢を駆って富ノ森の陣地を奪還した。これらの経緯から当初旧幕府軍主力が富ノ森の陣地から撤退したのは薩長軍を待ち伏せに誘い込むための計略であった可能性を指摘する意見もある。薩長軍はさらに後退し、旧幕府軍はこれを追撃したが、薩摩軍の小銃三番隊と二番砲隊が増援として到着し、射撃を行って友軍の退却を援護すると、旧幕府軍はそれ以上の追撃を止めて富ノ森の陣地に入った。すでに日没近くでありこの日の鳥羽方面の戦闘はこれで終わった。
5日朝、薩長軍は再度攻勢に転じた。薩摩軍小銃三番隊、小銃五番隊、小銃六番隊、外城二番隊、一番砲隊、二番砲隊、長州軍第三中隊が鳥羽街道方面の部隊として編成された。午前7時頃、薩長軍の小銃隊が富ノ森の旧幕府軍陣地への攻撃を開始した。これに対して旧幕府軍は砲と小銃により全力で射撃を行って抵抗し、薩長軍には弾丸が雨のように降り注いだ。薩長軍は苦戦し、小銃五番隊監軍椎原小弥太、小銃六番隊隊長市来勘兵衛もこの戦闘で戦死した。小銃隊のみによる陣地攻略が困難なことから、砲兵による支援が要請され、大山弥助（大山巌）率いる二番砲隊砲6門が第一線に進出し、砲撃を開始した。この間、二番砲隊は旧幕府軍の歩兵が集結して逆襲に出る兆候があることを発見し、急遽取り寄せた臼砲による射撃でこれを阻止した。しかし、二番砲隊も旧幕府軍の激しい射撃を受け、敵弾を避けるために一時は伏せながら戦闘を行わざるを得なかった。旧幕府軍はさらに反撃を行ない、薩長軍左翼の薩摩軍小銃三番隊の左側面へ会津兵が数度の白兵突撃を行ったが、この時には薩摩軍は旧幕府軍の白兵突撃対策として剣士と狙撃兵からなる掩護隊を配備しており、これによって会津兵の突撃は撃退された。大規模な突撃が失敗したことから、会津兵は4、5名ずつの少人数の部隊に分かれ、匍匐で薩長軍の戦線後方へ浸透した。薩摩軍二番砲隊の位置まで浸透した会津兵は射撃中の二番砲隊へ斬り込み攻撃を行ったが刀槍を執った砲兵の白兵戦により撃退された。しかしこの戦闘で二番砲隊にも死傷者が発生した。このように二番砲隊は苦戦を強いられ、また、事故や被弾によって多数の砲が損傷し、砲弾も残り少なくなったことから砲兵として戦闘を継続することができなくなった。そこで二番砲隊は小銃を執って小銃兵として前進した。連戦の一番砲隊は当初後方で補給と休息を行っていたが、二番砲隊苦戦の報を受け、臼砲2門と砲5門をもって第一線に進出した。一番砲隊は旧幕府軍陣地の至近距離まで進出して榴弾や散弾を撃ち込んで打撃を与えた。これらの砲撃と小銃隊の突撃により旧幕府軍は淀方面へ後退を始め、薩長軍はこれを追撃した。旧幕府軍後方の納所の陣地は退却する友軍を収容しつつ小規模な部隊が守備を行なっていた。薩長軍が富ノ森を出ると旧幕府軍は射撃を行なって抵抗したがそれほど激しいものではなかったため、薩長軍はこれを意に介さず密集隊形で突進した。これを受けて納所の守備部隊も撤退し、午後2時頃、薩長軍は納所の陣地を占領した。薩長軍は引き続き淀小橋へ向けて追撃を行なった。

### 伏見方面での戦闘
1月3日、伏見では本来鳥羽街道方面の指揮官であった陸軍奉行・竹中重固が伏見に転じて指揮を執っていた。竹中重固は伏見奉行所を本陣とし、会津藩兵が奉行所の北西に位置する東本願寺伏見別院を駐屯地としており、旧幕府軍部隊はこの二箇所を中心として市街地に配備されていた。伏見における旧幕府軍の兵力は総兵力がおよそ4,000名であり、その内訳は幕府陸軍歩兵隊2個大隊および伝習隊1個大隊の3個大隊、砲兵若干、新選組150名、遊撃隊50名、会津藩1陣（4隊）と砲8門および別撰組1隊であり、さらに高松藩、鳥羽藩、浜田藩の部隊が後詰めとして控えていた。会津藩兵の一部（林権助指揮下の砲隊）は奉行所にも位置していた。1月3日、朝廷より伏見の守備を命じられた薩摩、長州、土佐の部隊が伏見に配備された。薩長土の部隊は大手筋を境に旧幕府軍と対峙し、最右翼に土佐軍4個小隊が堀川（現在の濠川）のやや東に位置し、その左（東側）に長州軍2個中隊、その左に薩摩軍の外城四番隊の半隊、小銃二番隊、小銃三番隊が配備され、御香宮を角として直角に曲がり南に薩摩軍小銃四番隊、小銃一番隊、外城四番隊の残りの半隊が展開していた。また砲兵は砲5門が奉行所より高台にある御香宮に配備されて南の奉行所方向を狙い、薩摩軍の左翼陣地では砲2門及び臼砲2門の計4門が丘陵に配備されて西を狙っており、高所より旧幕府軍に十字砲火を浴びせられるようになっていた。伏見における薩長土の総兵力はおよそ1,200名であった。鳥羽街道で旧幕府軍の入京を巡って問答が繰り返されていた頃、伏見でも午後2時頃より通行を巡っての問答が繰り返されていた。午後5時頃、鳥羽方面での銃声が聞こえると伏見でも戦端が開かれた。ただちに薩摩軍の砲9門が奉行所に十字砲火を浴びせた。薩摩軍砲兵の砲撃とほぼ同時に旧幕府軍は奉行所北側の門を開き、会津藩の砲兵が御香宮の薩摩軍砲兵に応射を行なった。続いて会津兵と新選組を先頭に旧幕府軍数百名が突撃したが、薩摩軍はこれを砲兵が榴弾と霰弾で砲撃し、また小銃隊が道路の幅いっぱいに密集して前2列が膝射、後ろ2列が立射の4列横隊で猛射したため、突撃は頓挫した。そのため旧幕府軍は畳を集めて柵に立てかけ、仮の胸壁として身を隠して射撃を行ない、両軍の間で大砲、小銃による激しい火戦が行なわれた。薩摩軍の射撃がゆるむ度に旧幕府軍は白兵突撃を試みたがいずれも正面及び右側面からの薩摩軍の射撃により死傷者が続出して失敗した。旧幕府軍は奉行所南東にも砲兵を進出させ薩摩軍砲兵に反撃したが薩摩軍砲兵によってほどなく制圧された。続いて旧幕府軍は奉行所の南東の砲兵陣地から東の薩摩軍陣地に向けて白兵突撃を繰り返したが、小銃と砲、臼砲の集中砲火を浴びていずれも失敗に終わった。奉行所内に釘付けとなっていた新選組は土方歳三の命により二番隊組長の永倉新八が隊を率いて奉行所の土塀を越え、薩摩軍が手薄と思われる方向に進出したが、正面の家屋内に突如現れた薩摩兵より銃撃を受け死傷者が発生した。そのため斬り込み攻撃を試みるも薩摩軍部隊は家屋に火を放って撤退したため、攻撃を断念して奉行所に戻った。薩摩軍は旧幕府軍の攻撃をことごとく退けたが、薩摩軍が攻勢に出ると奉行所を守備する旧幕府軍の歩兵隊や伝習隊が小銃で激しい射撃を加えたため薩摩軍は多くの死傷者を出し、苦戦した。長州兵は薩摩兵の右に位置して会津兵に対しおり、街路の左右に交互に畳を立てかけて胸壁とし射撃していた。午後8時頃、薩摩藩砲兵の放った砲弾が伏見奉行所内の弾薬庫に命中し大爆発を起こした。これにより、旧幕府軍は動揺し、しばらく射撃が止むと共に、敗走する兵が出始めた。動揺から回復した旧幕府軍は戦闘を再開し、午後11時頃になっても奉行所の高櫓から狙撃するなど抵抗を続けていた。薩摩軍は少数の兵を奉行所の門の右脇の町家に忍び込ませて放火し奉行所を焼き討ちにした。それと同じころ長州軍の挺進隊も奉行所に突入して放火した。これらの攻撃によって奉行所は炎上し、周囲を明るく照らし出したため、姿が浮かび上がった旧幕府軍の兵士は薩長軍に狙い撃ちにされた。薩摩軍の臼砲が奉行所に接近して砲弾を撃ち込むとともに薩長の小銃隊も奉行所を包囲して射撃を行った。動揺した旧幕府軍はついに後退を始めたが撤退の命令は出されなかったため各部隊の判断によって後退していった。午前0時頃、薩長軍は伏見奉行所に突入した。この時には旧幕府軍の部隊はほとんど撤退しており、抵抗は軽微であった。奉行所内には会津藩の大砲2門など多数の装備が残されていた。また、旧幕府軍は死傷者をおよそ6艘の舟に積み込んで大坂へ後送していたが、運びきれなかった死体が奉行所内の野戦病院に山のように積まれていた。奉行所内には旧幕府軍の負傷兵数十名が身動きが取れずに残されていたが、突入した薩摩兵によって全員斬り殺された。旧幕府軍のうち会津兵や新選組、一部の歩兵は淀まで後退し、その他の部隊は堀川（現在の濠川および宇治川派流）右岸を占領して、各橋梁に防御陣地を構築した。奉行所から脱出した竹中重固はこの敗勢を受けて総督の松平正質と今後を協議するために淀に後退したが、指揮官不在となった伏見方面の旧幕府軍は統一した指揮を欠くこととなった。伏見方面の薩長土軍は薩摩軍三番遊撃隊、二番砲隊が増援として到着し兵力が余ってきた事、伏見から淀までの進撃路が狭隘で大兵力の展開に適さない事などから、薩摩軍小銃一番隊、小銃三番隊、三番遊撃隊、一番砲隊の半隊、二番砲隊、長州軍第六中隊を鳥羽に転進させた。
1月4日朝、新政府軍と旧幕府軍は堀川をはさんで対峙していたが、午前8時過ぎ新政府軍が攻撃を開始した。長州兵、土佐兵は堀川に沿って南へ攻撃前進したが、西の対岸にも敵がいる事が判明したため一部の部隊は西へ向きを変え、その他の部隊は南へ向かい、対岸の中書島を守備する旧幕府軍を攻撃した。薩摩軍二番隊は長州兵の左翼を進み、京橋水路の東に回り込んで対岸の中書島にいる旧幕府軍を撃退し、同島に渡って占領した。薩摩軍小銃四番隊は堀川に西面する長州兵、土佐兵と共に対岸の旧幕府軍を攻撃した。鳥羽方面に転進中の小銃三番隊、一番砲隊、二番砲隊もその途上で戦闘に参加した。堀川を隔てての射撃戦が続いたが、薩摩軍の臼砲弾が民家に命中し火災を発生させ旧幕府軍に打撃を与えた。また京都から南下してきた土佐軍の山地元治指揮下の一個小隊が堀川の右岸を南進して旧幕府軍の左翼を攻撃したため旧幕府軍は動揺し後退していった。長州軍第六中隊は鳥羽方面へ転進中に高瀬川の堤防で旧幕府軍部隊と遭遇した。両軍の間で激戦となったがやがて長州軍が旧幕府軍を撃退した。こうして午前10時頃までに堀川および高瀬川右岸から旧幕府軍が一掃されたが、薩長土軍はこれを追撃せず、伏見で停止した。
1月5日、薩長間での協議の上、新政府軍は長州軍第五中隊、第一中隊を先頭として伏見街道（淀堤）を淀方面へ向けて前進した。伏見の長州軍には砲隊がなかったため、因幡藩の砲2門が長州軍に随伴し、その後に薩摩軍の小銃隊（十二番隊、二番遊撃隊、三番遊撃隊、二番隊、四番隊、私領二番隊）と砲隊が続いた。淀堤は宇治川右岸の堤防であり、南東に宇治川が流れ、北西は横大路沼から続く湿地帯であり、鳥羽街道方面同様、部隊を広く展開できない地形であり、新政府軍は狭い進撃路を進まざるを得なかった。旧幕府軍は淀堤上の千本松に防御陣地を構築し、会津兵（含 別撰組）、新選組、遊撃隊と幕府陸軍の一個小隊が守備についた。その前方の警戒陣地には斥候と砲2門が配備された。新政府軍の先頭である長州軍第五中隊が千両松付近に近づくと旧幕府軍は街道上の長州軍を砲撃し、長州軍がこれに応戦した。長州軍第五中隊は旧幕府軍の斥候と砲兵を射撃によって撃退し、砲2門を奪取した。すると枯れた蘆荻の茂みに潜伏していた会津藩の槍隊20～30名が長州軍の側面から白兵突撃を行ない、長州軍は射撃で応戦したが会津兵は長州軍の隊列に突入し乱戦となった。この戦闘で第五中隊の中隊司令であった石川厚狭介が戦死した。長州軍第五中隊は何とか会津兵を撃退したが、死傷者が多数発生したため一旦後退して部隊の整理を行ない、代わって長州軍第一中隊と因幡藩の砲隊が第一線に進出した。新政府軍と旧幕府軍双方が小銃や大砲で射撃し、両軍の間で激しい火戦が行なわれた。新選組も砲2門で射撃を行なっていたが、新政府軍の射撃により隊士が死傷した。火戦で勝負がつかなかったことから、新選組と会津兵は白兵突撃を試みたが、新政府軍の射撃によって撃退された。一方、川と湿地に挟まれて兵力を展開できない新政府軍も前進できず苦戦した。そのような中、因幡藩砲兵の砲が損傷し、射撃不能となった。薩摩軍の小銃十二番隊が長州軍の直後にまで割り込んで射撃を行なったが前進は困難であった。また、薩摩軍の臼砲が後方から友軍超過射撃をおこなったが、不慣れな間接射撃のため命中不良であった。小銃十二番隊はそれでも前進を試みるが茂みに潜伏していた会津兵の槍隊による待ち伏せ攻撃を受けた。薩摩軍は射撃によって会津兵を撃退したものの、別の会津兵の一隊が藪の中から薩摩兵を激しく射撃し、さらに別の会津兵の一隊が斬り込み攻撃を行なって乱戦となり、薩摩軍にも死傷者が発生し、小銃十二番隊隊長の伊集院与一も戦死した。また、2門の砲のうち1門が損傷し、もう1門は弾切れとなった。一旦後退していた長州軍第五中隊はこの状況を見て再度前進し、友軍をかき分けて第一線に進出し、旧幕府軍陣地へ向けて前進を始めた。旧幕府軍からの射撃を受けて第五中隊には死傷者が相次いで発生したが、これを意に介さず突進して旧幕府軍陣地に突入した。今回も潜伏していた旧幕府軍部隊が前進する長州軍へ斬り込み攻撃を試みたが後方の新政府軍部隊からの射撃によって撃退された。第五中隊の敵陣突入に続いて、長州軍第一中隊、薩摩軍小銃十二番隊も前進し、新政府軍は大集団となって突進した。戦線を維持できなくなった旧幕府軍は淀小橋を渡って淀市街へ向けて後退し、これを追撃する新政府軍は午後2時頃、淀小橋に到達した。
3日、朝廷では緊急会議が召集された。大久保利通は「旧幕府軍の入京は新政府の崩壊であり、徳川征討の布告と錦旗が必要」と主張したが、松平春嶽は「これは薩摩藩と旧幕府勢力の私闘であり、朝廷は中立を保つべき」と反対を主張。会議は紛糾したが、議定の岩倉が徳川征討に賛成したことで会議の大勢は決した。

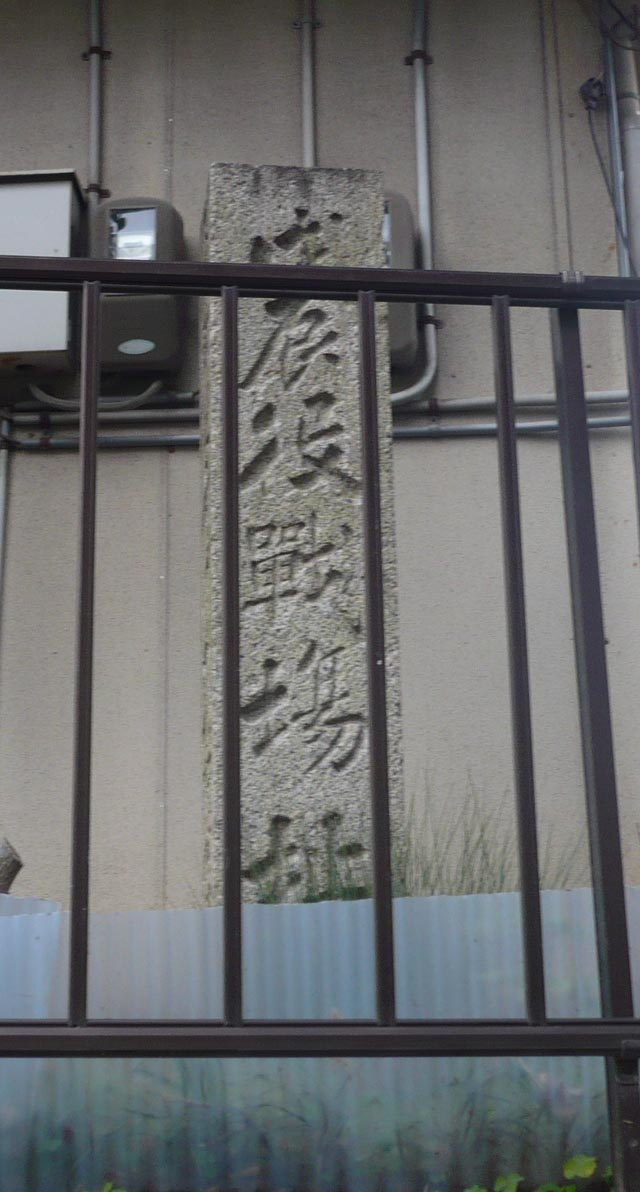
戊辰戦場址碑

山内容堂は在京の土佐藩兵に「此度の戦闘は、薩摩・長州と会津・桑名の私闘であると解するゆえ、何分の沙汰ある迄は、此度の戦闘に手出しすることを厳禁す」と伝令を通して告ぐが、伏見方面では土佐藩士・山田喜久馬、吉松速之助、山地元治、北村重頼、二川元助らの諸隊は藩命を待たず、薩土密約に基づき戦闘に参加し旧幕府軍に砲撃を加えた。これが効を奏し幕軍は敗走。（渋谷伝之助隊は迷った末、参戦せず）土佐藩兵は勝利を挙げるが北村重頼率いる砲兵隊は妙法院に呼び戻され、厳しく叱責を受け切腹を覚悟する中、錦の御旗が翻り、藩命違反の処分が留保される。

### 新政府軍による淀占領
1月5日午後、淀城下は鳥羽街道方面から後退してきた旧幕府軍部隊と伏見街道方面から後退してきた旧幕府軍部隊が合流し、過密状態であった。旧幕府軍は淀城を拠点にして新政府軍を迎え撃つべく、淀藩に旧幕府軍部隊を入城させるよう求め、滝川具挙が代表となって淀藩と交渉を行なった。淀藩の稲葉家は譜代であり、藩主稲葉正邦は当時老中であったため、当然入城が認められるものと期待されていた。しかし藩主が江戸在府のため不在である中、稲葉家の家臣達は、稲葉正邦の義兄で尾張藩の前藩主である徳川慶勝からの中立の要求や新政府軍からの圧力もあり開門を拒絶した。そこで旧幕府軍は淀からも撤退し、淀小橋、淀大橋を焼いた後、八幡、橋本方面へ後退した。橋が焼け落ちたため新政府軍は舟で宇治川を渡河し淀に入った。淀藩は新政府軍に対して開城し、淀は新政府軍によって占領された。

### 近江方面
一方、旧幕府軍では伊勢方面から京都に向けて援軍として騎兵1個中隊と砲兵1個大隊が発進していたが、3日夜になって大津に潜入していた偵察から既に大津には新政府軍が入っているとの報告が入った。これは大村藩兵50名のことであったが、旧幕府軍の援軍は大津に新政府軍が結集していると誤認して大津から京都を目指す事を断念し、石部宿から伊賀街道を経由して大坂に向かうことになった。4日になると、朝廷から改めて命令を受けた佐土原藩・岡山藩・徳島藩の兵が大津に入り、彦根藩もこれに合流した。これによって5藩合わせて700名となり、6日は更に鳥取藩兵と参謀役の木梨精一郎（長州藩）を大津に派遣するも、新政府軍側が危惧したこの方面からの旧幕府軍の侵攻は発生しなかった。
近江方面の戦況について、大久保は5日付の蓑田伝兵衛宛の書状で、井伊直弼などを輩出した譜代の大藩である彦根藩の旧幕府からの離反に皮肉を込めつつも、彦根藩が味方に付いたことで背後（近江側）の不安がなくなり、旧幕府軍の支配下にあった大坂から京都への物資の流入が止まったとしても、近江から京都への兵糧米の確保が可能になったと記している。また、東久世通禧も後になって大村藩が素早く大津を押さえたことで、旧幕府軍からの京都侵攻とこの戦いで未だに態度を決しかねていた諸藩部隊の新政府からの離反を防いだこと、同藩が大津にある彦根藩の米蔵にある米の新政府への借上げを交渉したことなどをあげて、大村藩の功労が格別であったことを述べている。

### 朝廷による征討大将軍の任命
同日、朝廷では仁和寺宮嘉彰親王を征討大将軍に任命し、錦の御旗と節刀を与え、新政府軍を官軍として任じた。なお、この錦旗となる旗は岩倉と薩摩藩が事前に作成しており、戦闘の際にその使用許可を朝廷に求めた事から「薩長が錦旗を偽造した」とする説もあるが、朝廷の許可を得て掲げられた事は確かであり、天皇の許可を経たのかは定かではないものの朝廷はそれを錦の御旗であると認めている。
また朝廷から薩摩藩に、黒谷にある会津藩邸の制圧の命が下る。薩摩兵は大砲を以て黒谷を攻撃した為、洛中は一時騒擾が起きた。尾張藩の徳川慶勝には二条城接収の命が下り、6日に接収している。入京していた因幡藩や柏原藩などの諸藩の兵も参戦を表明し、官軍となった薩長側に合流を始める。
5日、伏見方面の旧幕府軍は淀千両松に布陣して官軍を迎撃した。一進一退の乱戦の末に旧幕府軍は敗退し、鳥羽方面の旧幕府軍も富ノ森を失う。そこで現職の老中でもあった稲葉正邦の淀藩を頼って、淀城に入り戦況の立て直しをはかろうとした。旧幕府軍は、官軍を足止めするため伏見の町一帯に放火すると、淀城へ向かった。しかし淀藩は朝廷及び官軍と戦う意思がなく、城門を閉じ銃口を向け旧幕府軍の入城を拒絶した（ただし、藩主である正邦は当時江戸に滞在しており、藩主抜きでの決定であった）。入城を拒まれた旧幕府軍は、さらに大坂寄りの男山・橋本方面へ撤退し、旧幕府軍の負傷者・戦死者は長円寺へ運ばれた。また、この戦闘で新選組は古参の隊長であった井上源三郎ら隊士7名が戦死した。

### 橋本の戦い
5日夜、勅使四条隆平は西国街道上の山崎関門(梶原台場)へ赴き、山崎一帯の津藩兵を指揮する藤堂采女を説得して寝返らせ、これらの津藩兵を官軍とした。
6日、旧幕府軍は石清水八幡宮の鎮座する男山の東西に分かれて布陣した。西側の橋本は遊郭のある宿場で、そこには土方率いる新選組の主力などを擁する旧幕府軍の本隊が陣を張った。東に男山、西に淀川、南に小浜藩が守備する楠葉台場を控えた橋本では、地の利は迎え撃つ旧幕府軍にあった。旧幕府軍は木津川と男山に挟まれた科手、山上に石清水八幡宮のある男山、その東側の山麓にある八幡に、桶や俵に砂を詰め畳を立てかけた胸壁を作って野戦陣地を構築し、やや後方の橋本にも砲台を築いていた。幕府陸軍歩兵小隊4個、砲2門、京都見廻組、遊撃隊、会津兵、桑名兵らが守備に当たった。
早朝、淀大橋が焼け落ちていたため新政府軍の多くは木津川を舟で渡河し、一部の部隊は徒渉した。渡河中の新政府軍への攻撃はなく、少数の監視兵との戦闘があったのみで新政府軍は容易に木津川左岸に展開した。午前8時、新政府軍は右翼隊、中央隊、左翼隊の三方面に分かれて攻撃前進した。八幡に展開していた旧幕府軍の右翼の抵抗は軽微で新政府軍が攻撃すると町に火を放って退却した。しかし科手、および正面の男山の陣地を守る旧幕府軍の抵抗は頑強で新政府軍の右翼および中央の攻撃は進展しなかった。しかし、新政府軍の左翼隊が前進すると旧幕府軍が包囲され、また新政府軍の砲弾が旧幕府軍の陣地内の民家に命中して爆発炎上すると動揺が生じた。旧幕府軍は後退して橋本の砲台に入ると、そこで体勢を立て直し、多数の砲で砲撃して新政府軍との間で激しい砲戦となった。
しかし、午前11時頃、橋本から淀川を挟んで対岸にあたる山崎の一帯を守備していた津藩兵が高浜砲台(高浜船番所)から旧幕府軍へ砲撃を加えた。先述の通り津兵は勅使四条隆平の説得によって新政府軍に寝返っており、四条隆平は津兵の砲撃を監視して朝廷に報告した。旧幕府軍は津藩を味方と思っており、思いもかけない淀川対岸からの砲撃を受けた旧幕府軍は戦意を失って総崩れとなった。楠葉台場からは右岸へ向けて反撃の砲撃が行われたが、左岸にも新政府軍が現れた。陸路からの攻めに弱かった楠葉台場も放棄された。この戦いで、京都見廻組の長であった佐々木只三郎が重傷を負い、後に死亡した。竹中重固、滝川具挙、会津藩家老の田中土佐ら指揮官は枚方に陣を敷いて新政府軍を迎え撃とうとしたが敗走する旧幕府軍部隊を引き止めることはできず、更に守口まで後退した。そして慶喜からの撤退命令によって大坂へ退き、大坂城に入城した。

### 徳川慶喜の江戸城帰還と天皇への恭順

#### 慶喜一行の大阪城脱出
慶喜には初めから戦意がなく、将校・兵士らが北進のあとも、一度も大阪城を出ず、この数日、風邪をひいていて寝巻のまま、ほとんど布団のなかにいた。鳥羽・伏見の戦いが開戦した報せを聴くと、慶喜は万事休すと決心し、ことさらに内にこもっていた。4日、開戦の報せにともなって、帰京する福井藩士・中根雪江へ託し、慶喜は直書を尾張藩主・徳川慶勝、福井藩主・松平春嶽、土佐藩主・山内容堂、紀州藩主・徳川茂承、宇和島藩主・伊達宗城、熊本藩主・細川護久らへ連名で送って、「奏聞（天皇へ申し上げること。慶喜の先供として入京したと伝えること）の次第はあっても、輦轂の下（天皇のおひざ元）で武器・防具は動かさぬよう、かねて兵隊らへ申し諭しておいたのに、相手からすでに発砲されてしまったからにはこの後の形勢は心配である。くれぐれも鳳輦（天皇ののりもの。間接表現でうやまった天皇のこと）を守護していただくよう、厚くお頼み申す」と書いた。やがて錦旗が掲げられたのを聴くと、慶喜はますます驚いて「あわれ、自分は朝廷に対し歯向かう意思などつゆばかりも持っていないのに、賊名を負うにいたったのは悲しい事だ。最初に、たとえ家臣の刃にたおれても命のかぎり会桑（会津藩、桑名藩）をさとし帰国させておけば、ことここに至ることはなかったろうに。部下がわが命令をきかない腹立たしさで、『いかようにとも勝手にせよ』と言い放ってしまったことこそ一期の不覚だ」と悔恨の念に堪えず、いたく憂鬱になった。
6日、慶喜は大阪城で会津藩士・神保修理に「事ここに至っては、もはやどうしようもありません。速やかにご東帰なさり、落ち着いて善後策をめぐらされるべきです」との建言を受け、若年寄・永井尚志もこの議論に賛同した。初めに大阪城へ戻ったとき、たとえ暴発しつつある藩屏に刺し殺されようとも会津藩・桑名藩へ諭して各々帰国させ、その後みずからは再び朝命の通り御所へ参内し『今は一己の平大名にすぎないため、願わくば前々通りお召し使い下されるべきです。朝廷の御為には粉骨砕身つかまつります』と天皇家（朝廷）へ懇願すればよかったと後悔していた慶喜は、元日、討薩に勢いづく会桑二藩を諭し得ず『なんじらのなさんとするところをなせ』『いかようにとも勝手にせよ』と言い放ってしまい、つづけて鳥羽・伏見の戦いが発生した事を一期の失策と考えていた。慶喜はこの後悔のさなか、神保による建言を聴いたため、寧ろその説を利用して、徳川宗家の居城・江戸城へ帰って堅固に天皇家（朝廷）へ恭順謹慎しようと決心したが、心に秘めてそうは人には語らなかった。試しに諸有司・諸隊長らを大阪城・大広間に招集し、「この上はどうすべきか」と尋ねると、いずれも血気にはやる輩のみで、みな異口同音に「少しでも早くご出馬遊ばされるべきです」というのみだった。慶喜は彼らを良きほどにあしらい置いて、老中・板倉勝静と若年寄・永井尚志を別室に招き、恭順の真意は漏らさずに、ただ東帰の事について告げた。板倉・永井両人が「ともかくも一旦ご東帰の方がよろしいかと」と言ったため、慶喜はいよいよそうしようと決心し、再び大広間へ出て形勢をみると、依然として藩屏が慶喜へ出馬をしきりに迫ってきた。このため慶喜は「では、これから打ち立つぞ。みなの者、用意せよ」と命じると、一同は喜び踊っておのおのの持ち場へ退いていった。この隙に、慶喜は老中・板倉勝静、会津藩主・松平容保、桑名藩主・松平定敬ら4、5人の者を従え、ひそかに大阪城の後門から抜け出た。城門では衛兵に咎められるかもしれないといたく気を遣っていたが、「ご小姓でござる」といつわって通ったので衛兵も騙され、別に怪しみもしなかったのは、慶喜自身が後年、回想録『昔夢会筆記』で語るところ「誠に幸運だった」という。

#### 大阪湾で開陽丸を探す
1868（明治元）年1月6日夜、こうして慶喜らは大坂湾天保山でただちにのりこむつもりで船をさがしたが、以前は泊まっていたはず徳川宗家の軍艦・開陽丸がなく、今は薩摩藩の軍艦を追跡している為だった。。そこでアメリカ合衆国の艦艇に東帰を依頼しようとしたが、あまりに突然なので、まずフランス公使に紹介してもらうのがよいだろうと旗本・山口直毅をお使いにレオン・ロッシュのもとへ遣わすと、ロッシュは快く承諾して紹介状をくれた。慶喜一行がロッシュの紹介状を携えアメリカ合衆国の艦艇に赴くと、フランス公使の紹介があったためか極めて優遇してくれ、酒・肴を出しもてなしてくれた。このときイギリス軍艦がきて、しきりに開陽丸の周囲を乗り回し、艦内を偵察するかのごとくだったため軍艦頭並（副艦長）・澤太郎左衛門が「イギリス艦艇は、高貴な人がこちらにおわすらしいのを疑って、探りを入れているのに違いありません。しばらく隠れておられ給わりますよう」というので、慶喜らはしばらく船室に閉じこもっていた。

#### 船中でのやりとり
慶喜は東帰する開陽丸船中でも、紀州沖あたりで板倉勝静へ「予は、さきに会津藩・桑名藩の二藩や旗本などがどれほど騒ぎたっても、泰然として動かず、一歩も天皇の下を去るべきではなかった。だが大勢に抗する事ができず、『なんじらのなさんと欲するところをなせ』と放任し、遂に鳥羽・伏見の変を引き起こしたのは、くれぐれも失策だった。予は江戸へ着いたら、飽くまで天皇家へ恭順謹慎し朝廷からの裁きを待つ決心なので、なんじらもその心づもりであるべきだ」と語りきかせた。板倉は「仰せの事もその通りでございますが、関東役人の見込みのほども承らなければ、まだ、にわかにはお請け致すのも難しい事でございます」と論じたてたものの、慶喜は断然として一向に恭順を主張した。

#### 徳川慶喜の逃亡
1月8日の夜、開陽丸が大阪湾を出発、紀州大島をへて5、6里のころ、北西からの風が起きて刻一刻と猛烈になり、船は風に流された。船は普段の航路をとれなくなったため、蒸気をとめると由良に寄港しようとしたが、風任せに沖合へ流された。暴風雨がやっとおさまった10日の暁ころ、一行の船は八丈島の北、5、6里の沖に漂っていた。船中の人々はだからといって安心もできず、その日の夕方にはなんとか事なきを得て浦賀湾に入りえた。慶喜は金200両をあたえ船員をねぎらった。11日には艦艇が品川沖に入った。慶喜は12日未明を待って、浜御殿に上陸し、午前11時頃には騎馬で江戸城の西丸に入った。
幕臣・勝海舟の日記によると、「11日開陽丸が品川沖に錨を下すと、使い（の船）が有り、あかつきころに（上様、慶喜公一向は）浜の海軍所に至った。そこで私は始めて伏見の顛末を聴いた。会津候（松平容保公）、桑名候（松平定敬公）ともに、上様のお供のなかにいらっしゃった。私は詳しいことを問おうとしたが、一同の顔色は土のごとくで、互いに目配せをするばかりで口を開く者はいなかった。わずかに板倉閣老（ご老中・板倉勝静翁）から鳥羽・伏見の戦いの概略を聞くことができた」と、ひどく沈んだ様子の、江戸上陸時の慶喜一行の状況だった。

#### 親子内親王による徳川宗家の存続嘆願
慶喜は大阪城で既に、天皇へ恭順謹慎と決心していたが、本心は秘めてひとに語っていなかった。このため人々はみな、東帰は再挙の為だとばかり思い込んでいた。慶喜は開陽丸の船中ではじめて老中・板倉勝静へその本心を告げたが、板倉以外の人は、慶喜の心にある尊王の本心を誰も知らなかった。
そこで慶喜が江戸城に帰ると、ただちに和宮親子内親王の侍女・錦小路から、「さる3日、上洛（朝廷へ参内）のところ、薩長勢が無謀に君側を支えていたのでやむをえず両藩との戦に及んだが、朝廷では反逆の色があるかのよう聞し召されたので、ひとまず東帰つかまつりました」と親子内親王へ言上した。親子内親王はすでに9日、老中・稲葉正邦と会津藩士の手からもたらされた討薩表を読んでいたので、ほぼ戦が起きた事を知っていたが、「さきの内府（内大臣。慶喜）公が、もし朝敵の名を受けるべきおこないをしたなら、そんな書（言上書）はみとうない」といった。家定の正室・天璋院はこの日の午後4時ころ慶喜と対面し、鳥羽・伏見の戦いから帰ってきた次第をきかせられ、かつ、親子内親王と慶喜のあいだに入ってうまくとりなした。慶喜は15日の正午に親子内親王と会うと、くわしく大政奉還からの顛末を述べて「去年の冬、時勢を察して大政奉還の建白を奏聞いたしましたところ、朝廷はこれを聞し召され、諸侯も招集にこたえて追々京都へ参ったので、広く公論を尽くし、そこで以前から心におもっていた皇国に仕えたてまつるべき志を申そうと考えていました。12月9日、いきなり尾張藩、越前藩（福井藩）、土佐藩、広島藩、薩摩藩の5藩が御所の門を閉めると守備の兵隊で固め、朝廷は即刻のご変革を仰せ出されました。尾張と越前がお使いとして二条城にくると、私へ内大臣の官位を辞退するようにいい、かつ天皇家は200万石の土地収入をわが徳川宗家からいただくので、そのあまりは私へさしあげますとのご沙汰がありました。これをきくとわが家臣一同が沸騰して、兵端を開こうとする勢いになってしまいました。よって部下の鎮撫のために一旦下阪（大阪へ移動）し、少々は静まったのですが、正月の元日に尾張殿（徳川慶勝）と越前殿（松平春嶽）が下阪し、前のご沙汰にかさねて、はやく土地収入を天皇家へ朝貢するようご催促がありました。かつ、上京して（京都へきて）して下さいといわれたので、同3日に先手が進発し4つ塚の御所の門に至ったのですが、薩摩勢が何者だと咎めたので、徳川氏が上洛する先供であると答えると、徳川なら入京を止められていると言い張られ、問答しているうち、薩長勢が発砲の挙に及びました。やむをえないので戦争に及んだのですが、ゆくりなくも朝敵の汚名をこうむり、しかも朝廷は大阪城へ薩長をつきそいとして勅使をくだされるむねを伝え聞いていたので、このままではなおも一層部下が沸騰するだろうことをおもい、大阪城を尾張藩殿と越前殿へあずけ、ひとまず江戸へ帰ってきたのです」と説明した。翌16日、天璋院が「なにがし（慶喜公）は退隠つかまつるべきなので、（徳川宗家の）相続人は田安（御三卿・田安徳川家の徳川家達）で然るべきではないか。またこのたびのことにつき、徳川家のために宮（親子内親王）から朝廷へお詫びあらせられたい」などというと、親子内親王は「（宗家の）相続人の選定は表立ってのことなので、公然と老中の詮議をへてから朝廷へ奏上させるべきでしょう。哀訴嘆願のことにいたっては、心をこめ力を尽くして周旋しましょう」といった。
小松宮彰仁親王が京都を進発しすでに桑名城を収奪し、すでに箱根にまで侵攻していると江戸城にきこえていたので、17日親子内親王は天璋院とともに慶喜に対面し、相談のあと朝廷への嘆願のために女性の使いを京都に遣わすべきことと定まり、21日に上臈・土御門藤子が、親子内親王から母方の親族である橋本実麗と橋本実梁父子への書と、３通の慶喜からの嘆願書をたずさえ、江戸を出発した。慶喜の嘆願書は親子内親王へ宛てた手紙でお詫びを頼んでいる形式で、正月20日に書かれた「慶喜相続以来、あいかわらず尊王の道を心がけていたが、このほどの事件、一時の行き違いとは申しながら朝廷に対して恐れ入りたてまつるところでございます。ついてはそれがし（私）は退隠つかまつり、宗家の跡式（家督と財産の相続関係）はこちらでよく選んで申しあげさせていただきます。けれども、道端のうわさでは、朝廷からこちら（江戸、東日本）へご軍隊を差し向けられていらっしゃるかのよう伝聞いたしております。ただいま述べたようなことがございましたならば、臣子の情から、あるいは騒乱を生じて叡慮を悩ましたてまつったことともなりますので、なにとぞそれがしの心底の（尊王の大義に至誠一貫の）ほどをご照察あそばされ、なおこのうえ当家（徳川宗家）が無事に永続し、あいかわらず天皇家への忠勤を尽くすことのできますよう、御所の方へよろしくご周旋をお願いもうしあげます」との内容だった。親子内親王から橋本実梁へ宛てては「叡慮のほども伺い申さずに願い出でるはおそれおおいことではありますが、心痛にたえかねお願いを試みます。さる3日、召により慶喜が上洛のところ、不慮の戦争となり、朝敵の汚名をこうむったのでひとまず帰府（江戸へ帰還）したところ、ご征伐のため、官軍をさしむけられたるようにうけたまわり、当家（徳川宗家）の浮沈はこのときなりと心痛がいたします。慶喜からうけたまわったおもむきは、委細を藤子（土御門藤子）から申し入れるとおりでごじます。何分、双方からうけたまわらずには理非がわかりかねます。このたびの一件はともかくも重々不行き届きのことゆえ、慶喜一身をどのようにも仰せつけられ、なにとぞ家名はたちゆくよう幾重にも願いたく存じます。後世まで当家（徳川宗家）が朝敵の汚名をのこすようなことは、私の身にとって実に残念に存じます。私へのご憐憫とおぼしめされ、汚名をそそぎ家名が相立つようわが身命にかえて願いあげます。なにがなんでも官軍をさしむけられ、お家のお取り潰しになってしまえば、私も当家（徳川宗家）の滅亡を見つつ生き永らえているのは残念で、きっと覚悟をいたすべき所存です。私の一命は惜しいと申しませんが、朝敵と共に身命をすてるのは朝廷へ恐れ入ることと、誠に心痛が致しております。私の心中をご憐憫あらせられ、願いのとおり家名をたてていただけるよう、私については申すまでもなく、一門・家僕（家の使い）の者どもも深く朝恩を仰ぐことと存じ申し上げます」と書かれていた。橋本実麗へ宛てたものも同じ趣旨だった。
藤子が出発しようとするとき、慶喜は藤子を親しくよびよせ、鳥羽・伏見の戦いからの始末を語ると「予（慶喜）の進退は天皇家（御所）からの仰せに従う。切腹との仰せなら切腹もいたす」といった。藤子が京都についたときすでに実梁は桑名にいたので、藤子はそこまでひきかえし、親子内親王の手紙をさしだすとみずからも陳情した。実梁は感動して、みずからの手紙を藤子へ託し、京都の万里小路博房から朝議をさせた。議定の岩倉具視、倉橋泰聡、長谷信篤らが議論し、藤子に手紙を託して江戸へかえらせた。手紙は親子内親王へ宛てて「このたびのことは実に容易ならざる儀だが、（鳥羽・伏見の戦いの条理を明白にし（慶喜の）謝罪の道さえたてば、朝敵であるところの徳川家の血食（子孫が続き先祖の祭りごとを絶やさない事）については、宮（親子内親王）の厚い思し召しがあらせられるようにうかがわれるので、そうならば朝廷ではそのむねご承知いたしました」との内容だった。藤子はこの朝命をたずさえて2月末、江戸へ帰った。

#### 江戸無血開城
江戸では幕臣の動向が不安定な状態となっていた。幕臣たちは、鳥羽・伏見の戦いの戦況を聴いて、かつ、目の前に主君・慶喜公の東帰を拝み、また負傷兵が続々と送還されてくるのをみていては、いよいよ悔しさに歯ぎしりがたえず、みな「大阪城でのできごとは、かの烈公のご子息であらせられる慶喜公のほうに、もとから毛の先ほども朝廷に敵対しようとのお気持ちがあるはずもないに決まっているだろうに。君側の奸をなんとしてでも払わねばならぬ。不幸にして軍が敗れたとはいえ、その誠の心は天地にただして疑いは一切ない。誓って挽回の策をたて、太陽にも月にも光とはいかなるものかを明らかにするしかないではないか」「あちらが官軍とはいっても、錦旗のかげにかくれた薩長勢しかいないにすぎないではないか。どうしてあごであいつらだと合図を送って、ぶん殴ってやらないことか」など宣言、檄文、投書などが江戸の内外に入り乱れていた。またそのひとつは「内府（内大臣、慶喜）公が天朝（朝廷）へ二心がないのは、天下万民が知っているところなのに、内府公の弟である因幡国の鳥取藩主・池田慶徳候や備前国の岡山藩主・池田茂政候らが、さては、井伊家をはじめ譜代大名らを西軍（新政府軍の事を指す）に加わらせたのは、これより名分の廃滅が甚だしい事はない。いま天皇がまだ16歳と幼くて、奸臣どもが権力をぬすみ、みことのりをたわめて追討令をださせるなど、いやしくも人の心が有る者は、死を決意してでも百度はいさめ、千度は争う事こそ皇国の大綱にして、ひとたる臣下の大義であれ。それが犬やネズミのごとき軽薄な輩どもは、この大義をしらず、現状に甘んじて奸徒どもに駆逐され使われ、東に向かっておのおのの軍旗を翻そうとしているではないか。われらは速やかに義兵を挙げ、君側の奸を誅罰し、なにより名分を正す事がだれもにとっても人の人たる心の大節操だ。もしそうともせず、賊徒に駆逐され使われてしまえば、おのれが不義におちいるだけでなく、また天皇の政体をも不明におちいらせるだけだ。こい願わくば意気があって節義を知るサムライはこのことばをあらゆるところへ伝え、天下に正義の心を鼓舞しふるいたたせ、三綱五常の人倫の道を護持せよ！」という内容だった（2月に江戸筋違見附高札場へはりだされていた檄文）。彰義隊の檄文には「わが公（慶喜公）はもとより尊王の為に忠義を尽くされ、かつ世界の形勢を洞察され、ある朝、二百年をこえておこなれてきた祖先伝来の偉業を朝廷へ返されたのは、公明で至誠の英断だったと、天下すべての人々が知るところである。ところが、奸徒の詐欺と陰謀でわが慶喜公がいまの日の危急に至ったのは、悔しさのあまり歯ぎしりに堪えることができない。主君が辱められているのは臣下が死ぬときである。ことに主家が江戸を建都されて以来われらはサムライの身にして、どうして主君への冤罪を傍観していられるだろう。各自、協力し心を同じくし、多年にわたる大きな恩に報いよう」とあった。また薩摩藩の罪の数々を、ひとつずつ余すところなく数えた文書がだれかからあちこちに貼られ、しきりに扇動しようとしていた。陸軍・海軍の軍人、特に海軍副総裁の榎本武揚、陸軍奉行並の小栗忠順、歩兵奉行の大鳥圭介や新選組の面々などはおおむね主戦論で、兵を箱根や笛吹にだして官軍を待とうという者もいたし、軍艦ですぐにでも大阪を攻撃しようという者もいた。また、関東占拠策を江戸城へ献上し、軍隊の新組織法を建白し、あるいは北白川宮能久親王をたてまつって兵を挙げようという者もいた。「君上（慶喜公）が単騎でご上洛（御所へ参内）されれば、士気が奮って軍を挙げる機会もたちまちに熟しましょう」と興奮しながら激しい口調でいう者もいた。
老中らはこれらの主戦論に同意で、江戸の薩摩藩の各邸宅は没収のうえ他の大名家らに預けた。1月13日、老中らは歩兵頭へ駿府警備を命じ、14日、下総国の古河藩主・土井利与へ神奈川警備の増員を命じ、17日は目付を箱根と碓氷の両関所に派遣し、20日、信濃国の松本藩主・戸田光則と上野国の高崎藩主・大河内輝声らに碓氷関を警備させた。急な使いがあらそうようにあちこちへ馳せ、江戸城中の混乱もさることながら、ましてや官軍による方々での乱暴狼藉をしらせる特使からの急ぎの報告はひっきりなしに続くので、主戦派の人々は激論に激論を重ね、いつ果てるともなかった。
12日慶喜が帰ってきたときの江戸城中の混乱はただごとはなく、主戦論を主張したのは会津藩・桑名藩だけでなく、老中以下、もろもろの幕臣までほとんどが主戦論者でない者はいないありさまで、なかには腹を抱えて笑うべきな主戦論まであった。桑名藩主・松平定敬は自邸（江戸桑名藩邸）にも入らずに、一橋徳川邸、江戸会津藩邸などに侍って日ごとに江戸城へ登っていた。官僚らは入り混じりながら慶喜公に謁見し、おのおのの説を勧め、その止まない談話は往々にして夜を徹し暁がほのかに出るころまでつづき、もろもろの幕臣同士の議論はにわとりが鳴く声を聞こえる朝がたになるまでまったく終わりをみせなかった。17日、若年寄・堀直虎は「わが身が国事を決定的に変える重要な局面にいながらに、この難局を処理する力がなく、若年寄たる有難きご委任をまっとうできず、一介の武士として面目ない」と、ついに殿中で自害した。伊豆国の韮山代官所手代・柏木忠俊は、上野国の前橋藩主・松平直克の家老・山田太郎右衛門とともに慶喜を罷免・謹慎させ、徳川氏の永続をはかろうとしているとの風説も飛び交った。
1月20日、慶喜は江戸の各藩邸の重役をよぶと、官軍の侵略を止めるよう各藩主からの働きかけを頼んだ。同21日、慶喜は尾張藩主・徳川慶勝、越前藩主・松平春嶽、広島藩主・浅野長勲、熊本藩主・細川護久、土佐藩主・山内容堂らへ朝敵の冤罪についての弁明と、慶喜の真意についても理解を請う手紙をおくった。その書は「鳥羽・伏見の戦いは、かねてからのわが素志に背いているので、断然と大阪城を尾張殿と越前殿の両家に託しておき、わが方の兵を引きあげさせた。まったく一時の先供らの争闘にすぎないが、あるいは牽強付会（道理があわないのに朝議をする人々からのこじつけを）され、予に朝敵の悪名を負わさせたようにも承っている。予は実に意外で、恐怖と嘆きの至りであり、結局、防備のきわめて堅固な拠点も棄てて天皇への赤心（うそいつわりのない忠誠のまごころ）を表した。しかし何分、予は近来なにをしてもわが志に背くだけでなく、ついには病魔におかされ事務もとりあつかいかねている。後継者を選んで退隠しようと思う。なにとぞ、これまでとかわらぬ厚誼によってあいかわらず力を尽くされ、朝廷を第一に奉り、朝議に参加している少数の西国列藩へもご説諭され、誤って朝敵とされている各藩の汚名をそそぐよう千万回もつつしんでお願い申し上げるところである」との内容だった。また慶喜は真心を尽くした誠意のかぎりいろいろな方面へ、新政府から朝敵とされている諸藩への救援を求めたが、江戸城のうちではつねづね親しい者へ「予は烈公の遺訓を守り、特にとても苦心して勤皇に励んできたが、兵士らを統御する方法が足らずに今のおいつめられた苦しい状況に陥ってしまったのは、まったくわが不徳の致すところだ。天も人も恨んだり咎めたりすべき筋ではないが、朝敵の汚名をこうむったことだけは口惜しさの極みだ。天がご覧にいれてくれていれば、いつかは冤罪の張れる日もあるだろう」といい、「予は不肖ながら多年にわたり皇室に近侍し、朝廷へもとから疎んずる心はあるはずもないのに、鳥羽・伏見の戦いの一挙動は、不肖にも指令を誤った。はからずも朝敵の汚名をこうむってしまったからには、いまさらなんの言い訳もできない。ひとえに天のお裁きを仰ぎ、これまでの落ち度を謝るだけだ。部下の憤激はいわれないことではない、しかしもしここで戦をおこなってなかなか終わらなければ、中国（支那、大清帝国など）やインドと同じわだちをふみ（列強からの侵略・植民地化を受けて）、皇国は瓦解し、万民は塗炭の苦しみにおちいってしまうだろう。これを忍ぶことは到底できない」といった。また、慶喜は旗本・黒川嘉兵衛へ「（天皇家へ）恭順のほかに覚悟がないからこそ、（予は）東帰したのだ」といった。慶喜は旗本らへ「祖宗（歴代徳川将軍）から今日まで、おのおの忠勤に抜きんでる秀でた働きをしてくれたのは感謝の至りである。予の薄徳かつ不行き届きにより、はからずも今の形勢に至ってしまったので、関西を治めている面々は以後朝廷からご沙汰の品もあるべきだろうから、予の思いが分かり次第、銘々の領地へ帰って朝命を遵奉し、武士と民衆を安堵させる政策をとってほしい。そうしてこそ朝廷へ恭順の趣旨もたち、予の尊王の素志にも叶うのである」と諭し、「いまの形勢は知行地（大名の領地）から米穀の運送がおこなわれがたい向きもある。追々、政府が古い例にならった家格を廃止することになるだろう事情は無論なので、各自の家来らのことをはじめ、みずから非常時の改革をおこない、今後の暮らしの道をたてるよう今から覚悟すべきである。くれぐれも、予の不肖からこの次第にいたってしまったと深く恥じ入っているので、実に気の毒と存ずるところである」とも諭した。慶喜はついで、１万石以下の旗本や御家人へ家族ののぞむまま知行地へ帰国・土着させ、恭順中は都下（江戸の都市部）の旗本・御家人による派手な音楽演奏（鳴り物）をやめさせ、月代をそるのも禁じた。また、慶喜は朝廷から譴責をうけていた会津藩主・松平容保、桑名藩主・松平定敬ら24人へ江戸城への登城を禁じると、恭順の旨をさとしながら遠く江戸の外へ退いて謹慎させた。容保は会津へ、定敬は越後国の柏崎へ去った。天皇家への恭順が日本国の為になると信じている慶喜にとって、容保と定敬の帰国は、対新政府軍の準備を整えさせようとした内意では勿論まったくなかった。
幕臣・勝海舟が「飽くまで上様（大君・慶喜公）が恭順の思し召しならばわが命を懸けてご趣意の貫徹に努めるべく、もしまた雪冤の戦（朝敵の濡れ衣を晴らす戦）をとのご上意ならば、まず軍艦で桜島を襲って薩摩藩の本拠を突き、また別の艦隊で清水湾の要所を抑え官軍の侵入を防ぐなどの策もございます。進むも止まるもいづれも御意のままに遵行いたします」というと、慶喜は「すでに一意恭順に決めた。断然と恭順謹慎し、天皇家（朝廷）のご命令を待つべきだ」と答え、勝は大いに感激して「そうならば飽くまで恭順のご趣意貫徹に向かって力を尽くさせて頂きます」というと、慶喜の命を受け東征大総督府の下参謀で薩摩藩士・西郷隆盛との談判に向かって江戸無血開城を成就させた。慶喜は幕臣・大久保一翁へも同じ趣旨を諭すと、勝とおなじような反応であったとのち回顧している。

#### フランス公使ロッシュからの再戦の勧めと慶喜の謝絶
12日の午前11時頃、フランス公使レオン・ロッシュと同国書記官兼通訳官・メルメ・カションらが登城し大君（慶喜）との謁見を請い、しきりに「軍艦・武器・費用のたぐいはすべてフランスから便宜をはかって供給いたします」と、鳥羽・伏見の戦いで旧幕府軍と交戦した薩摩藩らの新政府軍を討つよう、言葉を尽くして慶喜へくりかえし再戦を説いた。慶喜は「わが国の風儀として、朝廷の命令で兵を指揮するときはどんな法令でもことごとく行われる。たとえ実際には今の日の公卿や大名の様なやからから申し出て命じられたことであっても、勅命といわれると、間違えたり背いたりするのは難しい国風がある。そうであればいま薩摩藩らの新政府軍と戦い、こちらが勝利を得たとしても、万が一にも万が一、天皇をも過って討ってしまえば、末代まで朝敵の悪名はまぬがれがたい。こう考えれば、きのうまでわが徳川宗家に志を尽くしてきた大名らが、いまみな勅命に従おうとしている理由も明らかであろう。よしんば、従来の情義によってわが家に加担する者がいるのだといっても、そうしてしまっては国内各地に戦争が起こり、300年前のような戦乱の世にまいもどってしまい、みなが天の裁きを待つほかなくなってしまう。そもそも東日本へ帰ってきてから、予（自分）の心はすでに決まっており、いささかも動揺していない。だが重臣から末々の役人までも、予の心を察する者は多くない。ただ多くの者たちは、無罪の予が汚名を受けたと憤って、勅命をゆがめている者を深く憎み、ややもすればこの国を紛争地域としてしまう心配もしていない。わが家、中興の祖から今で260年あまり、いやしくも天朝の代官として武士庶民の父母となり国を治めてきた功績を、どうして一朝の怒りに任せなにもかもなきものとしてしまうべきだというのだ。このうえ、なおも予の本意(恭順)に背いて、わたくしの意地を張って兵を動かそうとする者は、わが家代々の霊位にとってすでに忠臣ではない。ましてや皇国にとっては逆賊たるべきだ。予は朝から晩までこのことを臣下に申し諭しておるのだ」とひたすら天皇家の政体（朝廷）への恭順を主張した。このとき、幕府側にはフランスの助けを借りて薩長への憤りを晴らそうとする者が多かったので、慶喜は、はじめはロッシュらと同じ場に陪席していた老中・小笠原長行を退席させ、通弁御用（外交官・通訳）塩田三郎だけを残しロッシュと１対１で対座すると、日本の国体は他国とことなるゆえんを懇々とロッシュへ説き聴かせた。慶喜が「そういうわけで、予（慶喜）はたとえ自分の首が斬られようとも、天皇へ向かって弓を引く事はできない」というと、ロッシュも遂に感服して、「そういうことであらせられますならば、大君陛下の思し召し次第に遊ばされるのがよろしいかと存じます」というに至った。慶喜は、その場で小笠原を退席させたのは、この国家機密に関わる情報漏洩防止のためだったという。
このころ慶喜に仕える幕臣の渋沢栄一は、慶喜の実家にあたる水戸藩主の跡継ぎで慶喜の実弟・徳川昭武（当時14歳）のお供をし、訪欧使節団の一員としてパリ万国博覧会に出席、つづけてフランス国内で滞在留学していた。ロッシュは江戸城での慶喜への拝謁後、フランス母国に帰って渋沢らと直接会うと、渋沢らへ「どうもご一新（明治維新）ということにはなったが、つまりは薩摩藩と長州藩が力を合わせたからとうとうああいうことになったのだ。大君（慶喜公）がどういう思し召しか私には拝察できないが、隠退なされたのは少しお弱いようだ。あんなこと（大政奉還に続けて起きた鳥羽・伏見の戦いでの大阪城撤退や、以後の無血開城での恭順）をなさらずとも、もう少し強くご主張をなされば、決してあんな場合にならずとも行けたのに。それがああなってしまったのは、どうにも残念な事だ。だが、決してあのままで日本が無事に治まるものではない。さらにいろいろな騒動が起きるだろう……」と語った。

#### イギリス公使パークスの内戦協力拒絶
新政府軍は鳥羽・伏見から遠征すると東征を開始しし、東征軍先鋒参謀の長州藩士・木梨精一郎と大村藩士・渡辺清の両名が、続く戦闘で生じることが予想される新政府軍側の傷病者の手当てや病院の手配などを横浜のイギリス公使館（駐日英国大使館）へ申し込んだ。この時、イギリス公使・ハリー・パークスは「ナポレオン・ボナパルトさえ処刑されずセントヘレナ島への流刑に留まったのに、恭順・謹慎を示している無抵抗の大君殿下（徳川慶喜）を攻撃する事は、万国公法（国際法）に反する」と激昂し、新政府軍との面談を中止した。またパークスは慶喜が西洋諸国へ亡命するのも万国公法上、問題ないと話した。東征大総督府の下参謀で薩摩藩士・西郷隆盛は、このパークスの発言を伝え聞いて、愕然とした。

## 結果
慶喜は、緒戦での敗退の報とともに、新政府軍が錦の御旗を掲げた事を知った。これにより「徳川家と薩摩藩の私戦」という慶喜が描いていた構図は崩れた。開戦に積極的でなかった慶喜は自身が朝敵とされる事を恐れ、表では旧幕府軍へ大坂城での徹底抗戦を説いた。
総大将が逃亡したことにより旧幕府軍は継戦意欲を失い、大坂を放棄して各自江戸や自領等へ帰還した。際して会津藩軍事総督の神保長輝は戦況の不利を予見しており、ついに錦の御旗が翻るのを目の当たりにして慶喜と容保に恭順策を進言したとされ、これが慶喜の逃亡劇の要因を作ったともいわれる。だが長輝にとっても、よもや総大将がこのような形で逃亡するとは思いもしなかったという向きもある。陣営には長輝が残ることとなったが、元来、主戦派ではなかったため、会津藩内の抗戦派から睨まれる形となり敗戦の責任を一身に受け、後に自刃することになる。
1月7日、朝廷において慶喜追討令が出され、旧幕府は朝敵とされた。
9日、新政府軍の長州軍が空になった大坂城を接収し、京坂一帯は新政府軍の支配下となった。
1月中旬までに西日本諸藩および尾張・桑名は新政府に恭順する。
21日、新政府軍はそれまで幕府領だった大和国（現在の奈良県）に、軍事基地兼役所として大和鎮台を設置した。欧米諸国は25日には局外中立宣言しており、朝廷はまだ国際的に承認された唯一の公式政権として承認していなかったと知る事ができる。旧幕府は国際的に承認された唯一の公式政府としての地位を失った。
2月1日、大和鎮台は改称して大和鎮撫総督府とされ、有栖川宮熾仁親王を大総督とする東征軍が進軍を開始する。併せて各地に「裁判所総督」兼「鎮台総督」（司令官）が任命されていった。
旧幕府方は1万5000人の兵力を擁しながら5000人の新政府軍に緒戦にして敗れたが、旧幕府軍の敗北の原因について『会津戊辰戦史』では、統一した命令を出す将帥がいなかったため各部隊がバラバラに戦闘して勝手に退却してしまったこと、丹波口や西国街道など複数の方面から進軍しなかったため、大軍が狭い鳥羽街道に密集して混乱し烏合の衆となってしまったこと、京都の情勢をよく理解していなかったため、戦わずに入京出来るつもりで行軍したが、その前に戦闘を仕掛けられて狼狽してしまったこと、の3点を挙げている。
また同書では、もしも一部の兵を割いて丹波口や西国街道からも進軍していれば、旧幕府軍の混乱を回避し、新政府軍の兵力を分散することができ、津藩の寝返りも防止できたはずであると指摘している。
両軍の損害は明田鉄男編『幕末維新全殉難者名鑑』によると、新政府軍112名(薩摩藩72名、長州藩38名、土佐藩2名)、旧幕府軍278名(徳川家100名、会津藩123名、桑名藩11名、大垣藩10名、浜田藩5名、新選組29名)となっている。
しかしながら外国公使の局外中立布告は4月に至っても解除されず、江戸開市事務総督を兼ねていた横浜裁判所総督の東久世通禧は4月13日、各国公使に書簡を送り、慶喜征討軍を引き上げることを条件に局外中立の令を廃止するよう求めた。

## 史跡
長円寺
京都市伏見区。淀の戦いの中、新選組をはじめとする幕府軍の野戦病院になる。
正門前に榎本武揚書の「戊辰役東軍戦死者之碑」、境内に「新撰組ゆかりの閻魔王」「戊辰役東軍戦死者埋骨地」を残す。京阪本線淀駅より徒歩十分。見学可能。
伏見奉行所跡
京都市伏見区。新選組をはじめとする幕府軍が駐屯した。近鉄京都線桃山御陵前駅より徒歩七分。京阪本線伏見桃山駅より徒歩十分。跡地は陸軍工兵第16大隊の基地となり、戦後は市営桃陵団地となった。現存は石碑のみ。
御香宮神社
京都市伏見区。新政府軍が陣所とし、眼下の伏見奉行所を攻撃した。近鉄京都線桃山御陵前駅より徒歩四分。京阪本線伏見桃山駅より徒歩七分。現存。
東本願寺伏見別院
京都市伏見区。会津藩の陣所。京阪本線伏見桃山駅より徒歩十分。近鉄京都線桃山御陵前駅より徒歩十三分。現存は石碑のみ。
文相寺
京都市伏見区。「戊辰役東軍戦死者埋骨地」の碑を残す。京阪本線淀駅より徒歩十五分。現存。見学可能。
淀城
京都市伏見区。譜代大名稲葉氏の居城。桂川・宇治川・木津川の三川が合流する水路の要所として、徳川の信任厚い稲葉家が陣取った。鳥羽・伏見の戦いでは幕府軍の入城要請を拒絶した。京阪本線淀駅より徒歩一分。現存は城壁、「淀城址」の碑、「田辺治之助君記念碑」のみ。敷地内は公園になっている。見学可能。
妙教寺
京都市伏見区。元淀城本丸があった場所。境内に「史跡淀古城戊辰役砲弾貫通跡」の碑と「戊辰役東軍戦死者之碑」、本堂に「東軍戦死者の位牌」を残す。砲弾が貫通した壁も現存。京阪本線淀駅より徒歩二十分。見学可能。
楠葉台場
大阪府枚方市楠葉中之芝2丁目にある。京阪本線樟葉駅と、橋本駅間の車窓から望める。今は楠葉台場跡史跡公園として整備され地元の人の憩いの場になっている。
戊辰役東軍西軍激戦之地碑
府道124号線脇。京都競馬場から京阪本線を隔てた、住宅地の一角。かつては淀の千両松と呼ばれる堤に沿った松並木であり、工事で現場にあった幕軍戦死者の埋骨碑を工事で撤去しようとしたところ、事故が相次ぎ戦死者の祟りとの噂まで出た。そのため撤去を中止し、横に慰霊碑を建てることにした。慰霊碑の碑面には以下の文面が記されている。「幕末の戦闘ほど世に悲しい出来事はない　それが日本人同族の争でもあり　幕軍・官軍のいずれもが正しいと信じたるままそれぞれの道へと己等の誠を尽した　然るに流れ行く一瞬の時差により或るは官軍となり又或るは幕軍となって士道に殉じたので有ります　　ここに百年の歳月を閉じ　其の縁り有る此の地に不幸賊名に斃れたる誇り有る人々に対し今慰霊碑の建つるを見る　在天の魂依って瞑すべし　昭和四十五年春」

## 戊辰戦争に至る背景

### 攘夷戦争を巡って

#### 江戸幕府の「異国船打ち払い令」と『新論』の広まり
江戸時代末期の1824年（文政7年）に常陸国水戸藩で外国人上陸事件・大津浜事件が起きた。江戸幕府代官・古山善吉、蘭学者の通訳・吉雄忠次郎、天文方・高橋作左衛門らと共に、薪や水を求めて上陸したイギリス捕鯨長・ジョンギブソンらの対応にあたった哲学者（思想家、水戸学者）の水戸藩士・会沢正志斎（会沢安）は、数十年にわたる彼の西洋史研究や、周辺諸国の殆どが欧米列強に植民地化されてきている国際認識から「イギリス人は通商（自由貿易）が目的だと語り、いたるところで友好的に近づいているが、国の強弱を確かめると、弱い国には兵力で攻め込み、強い国にはキリスト教で民衆をたぶらかして国を奪っている」「キリスト教圏の西洋諸国に対抗し、日本を強国にするべきだ」との危機感を深めた。翌1825年（文政8年）2月、江戸時代を通じ出島に限定した保護貿易政策をとってきた江戸幕府は、オランダ・清・朝鮮王国の船や明らかな遭難船を除いて、陸に近づく正体不明の外国船へ沿岸警備の役人から発砲するよう命じる異国船打払令（無二念打払令）を発布し、これまで大津浜事件と同じよう、上陸した外国人へ丁寧に退去を求めながら、どの外国船にも食料と水などを供給する微温的国防政策から転換することになった。同年、会沢は日本再興のための国事改革マニフェスト『新論』を著すと、「欧米列強の力の源である国民の精神的統一と国家への忠誠をうみだしているのはキリスト教による一般民衆の教化である」と分析した上で「日本でも、臣下から君主への「忠」（君臣の忠）と親子における「孝」（親子の孝）のパラレルな関係のもとに、これら忠孝道徳をうみだす源泉である太陽の女神・アマテラスこと天皇家の始祖を祭ると共に、この始祖を広く日本国民共通の始祖と捉え直し、今はまだ令制国連邦として各大名らの高度自治のなかで分裂・対立・孤立している国内諸藩民を「国体」（国家の本体）によってまとめ、早急に全国の国防を基礎づけなければならない」と論じた。会沢は250年の天下泰平になずんだ江戸の平和のもとで、単に武士道精神の復興、農兵の導入、沿岸警備隊や火薬廠の建設、参勤交代費を節減して雄藩を強化する事など具体的な国事改革論を提出するだけでなく、近代日本を造る「国家」の単位を、改めて定義した「国体」概念ではじめて提出したのである。この書は会沢から第8代水戸藩主・徳川斉脩（おくり名・哀公）へ献上されたが、哀公は同書を一読後、幕府への献上を認めなかった。また哀公は同書の出版時にも匿名とするよう会沢へ警告した。この書は既存の幕藩体制の秩序を強化する幕政改革論で、決して倒幕や王政復古への展望をもつものではなかった。しかしすぐそこに列強からの植民地化が迫る危機感を「尊王攘夷」の精神として全国へ啓蒙する強烈な檄文でもあったため、既存の幕藩体制をおおかれすくなかれ批判する側面がある以上、現政体を飽くまで維持しようとする保守主義の立場からはいささか進歩主義的にすぎるとみられる内容でもあった。その後、30年間『新論』は出版されなかった。しかし会沢の弟子や同僚らが密かに筆写し世に出回ると、国内知識人のネットワークを通じて同書を読み、感動した諸国の志士らが会沢らに学ぶため常陸国水戸（会沢らの暮らしていた現茨城県水戸市の城下町）を訪れるようになった。佐賀藩士・大隈重信『大隈伯昔日譚』によると、「勤皇の大義」を説く水戸学派の学説は大隈はじめ同藩士・江藤新平や大木喬任らから輸入され、そのうち、会沢の『新論』は「佐賀藩の一部の侍や庶民が最も貴重とするところとなっていた」という。

#### アヘン戦争が日本列島へ与えた衝撃
イギリス東インド会社は清（大清帝国）との貿易で利益を得るため、インド産の麻薬アヘンを清へ密輸した。結果、清でのアヘン輸入は激増、麻薬中毒患者による公衆衛生上の重大問題が発生し、また茶、絹などの輸出でそれまで清側に黒字だった外国銀琉球は、巨額の銀流出での清側の甚大な経済損失にかわっていた。清では雍正帝以来アヘン禁止が祖先伝来のしきたりとされていた。1839年、道光帝はアヘン厳禁論者・林則徐を欽差大臣として広東に赴任させ、イギリス商人のアヘンを没収・廃棄した。イギリスはその外務相ヘンリー・ジョン・テンプル (第3代パーマストン子爵)の主導で対清開戦に傾いていき、10月1日にメルバーン子爵内閣の閣議で清への遠征軍派遣が決定された。こうして1840年から2年間にわたりイギリスによる清への侵略戦争として行われたアヘン戦争で、欧米列強による植民地主義の脅威を受け、日本列島の隣国・清は敗北した。1842年8月29日、南京に停泊したイギリス戦艦上で、清国の全権大使は戦争をおわらせるためイギリス使節団との屈辱的な南京条約に調印し、清国の半植民地化が確定した。強大な大清帝国が、イギリス軍による強制的な武力行使で西洋に膝を屈し、みずからの中国大陸を外国商人やキリスト教宣教師団へあけわたした――その事実は東アジア全体に衝撃を走らせた。さらに、清帝はアメリカやロシアなどとも同様の不平等条約をむすばされたので、もはやアジア諸国の国事指導者らは、一刻の猶予もなく、西洋諸国をまったくもって無視できなくなった。勿論、清敗北・半植民地化の結果は日本の指導者層にも多大な衝撃を与え、それはとりもなおさず、17年前に著され密かに全国で回し読みされていた会沢安『新論』で警告されていた西洋の帝国主義が、いまや完全にまぢかで現実化し、切実かつ緊急に国政上の判断をせまる内容となった事を意味していた。また、中国大陸でイギリスが使った膨大な火力は幕府が出した異国船打ち払い令の限界も同時に明らかにしており、「外国船へむやみに砲撃をあびせれば、西洋諸国からの痛烈な反撃を引き起こす」と当然の教訓がひろがって、清敗北と同年に、幕府は同法令を廃止した。

#### 幕府へ攘夷戦争を求める孝明天皇の朝廷
1853年（嘉永6年）黒船来航以来、時の第121代孝明天皇は「攘夷戦争」の決行を征夷大将軍を任ずる江戸幕府へ求めつづけていた。
1853(嘉永6)年、時の第12代将軍・徳川家慶はペリー初来航時に薨去し、次代の第13代将軍・徳川家定（当時29歳）は病弱で非常時の将軍にふさわしくない上に、子がいないので将軍継嗣問題が生じていた。翌1854年3月31日（嘉永7年3月3日）幕府大老で彦根藩主・井伊直弼らは、砲艦外交の下で浦賀に迫ったアメリカ合衆国（米国）軍艦との不平等条約である日米和親条約を、孝明天皇による勅許のないまま結んだ。一方朝廷の孝明天皇は、1858年9月14日（安政5年8月8日）攘夷戦争決行の為の幕政改革を依願する『戊午の密勅』（密勅：天皇からの秘密文書）を中納言で同幕府の称副将軍・御三家の水戸藩主へ送った。

#### 雄藩の尊攘運動
御三家の一つ第9代水戸藩主・徳川斉昭（おくり名・烈公）は、同2代徳川光圀（おくり名・義公）以来代々勤皇の水戸学を哲学してきた家柄で、また正妻の皇族・吉子女王との間にうまれたのちの江戸幕府第15代（最後の）将軍徳川慶喜（幼名・七郎麿）の父だった。佐賀藩士・大隈重信『大隈伯昔日譚』によると、烈公は「天下の望みを繋いだ水戸の藩主で、一代の名君と称せられ、三百諸侯の泰斗と仰がれ」、中津藩士・福沢諭吉『福翁自伝』によると「そのとき、中津の人気はどうかといえば、学者はこぞって水戸のご隠居様、すなわち烈公のことと、越前の春嶽（松平春嶽）さまの話が多い」「学者は水戸の老公と云い、俗では水戸のご隠居様と云う。御三家の事だから譜代大名の家来は大変に崇めて、かりそめにも隠居などと呼びすてにする者は一人もない。水戸のご隠居様、水戸の老公と尊称して、天下一の人物のように話していたから、私もそう思っていました」というほど全国の尊敬や信望を集めていた。烈公は尊王の志が厚く、義公がそうしていたよう、毎正月元旦に江戸城登城前に庭上におりたつと遥か天皇のおわす方を拝むのが常だった。歴代水戸藩主は定府で江戸住みが常だったが、烈公は都会の軽薄な風紀（社会風潮、世の習わし）がこどもの幼い心に伝染するのを恐れ、かつ、付き人の雇い扶持や服飾代までも都心では子育てに無駄な費用がかさむことから、幕府へ特別にたのんで、公子らをくにもとの常陸国水戸で育てた。当時の江戸の風紀は、化政文化のもとで贅沢や退廃がはびこり、賄賂が公然とやりとりされる金権政治がおこなわれており、武士は長く続いた平和になれ柔弱で、財力のある商人にこうべを垂れる拝金主義同然の状態だった。慶喜は誕生の翌1838（天保9）年、江戸から水戸へ移されると藩校・弘道館で水戸徳川家（水戸家）の公子・同藩士らと質実剛健な教育を受け、1847（弘化4）年、10歳で時の江戸幕府第12代征夷大将軍・徳川家慶から請われて江戸へおもむくと、御三卿の一つ一橋徳川家（一橋家）の家督を相続した。烈公は慶喜がはたちのころ彼を江戸・小石川の水戸藩邸に招くと、
おおやけに言い出すことではないが、御身（あなた。慶喜）ももう20歳なので万一のため内々に申し聴かせておく。われらは三家三卿（御三家・御三卿）の一つとして、おおやけのまつりごとを助けるべきなのはいうまでもないが、今後、朝廷と幕府との間でなにごとかが起きて、たがいに弓矢を引く事態になるかどうかもはかりがたい。そんな場合、われらはどんな状況にいたっても朝廷をたてまつって、朝廷に向け弓を引くことはあるべきですらない。これは義公以来、代々わが家（水戸徳川家）に受け継がれてきた家訓、絶対に忘れてはならない。万が一のためさとしておく。
――烈公
と慶喜へ伝えた。また1851年（嘉永4年）長州藩士・吉田松陰(当時21歳)は日本最大の藩校・水戸弘道館を訪れた際、水戸学者で弘道館初代教授頭取（初代学長）の会沢安（会沢正志斎）（当時69歳）や同学者・豊田天功らに教えを受け、1854年（嘉永七年）薩摩藩士・西郷隆盛（当時28歳）は水戸学者・同藩士で烈公の側近・藤田東湖（当時49歳）から江戸の水戸藩邸で尊王論を核心とする薫陶を受けた。これら水戸学に端を発した尊王攘夷（尊攘）の旗印のもと、おのおの近代軍備への勢いをつける雄藩（水戸藩、薩摩藩、長州藩ら）だったが、1858年（安政5年）から1859年（安政6年）にかけ幕府は朝廷から大政委任されていると信じる井伊大老は、安政の大獄をおこない烈公や松陰ら尊攘派を思想弾圧・大量粛清した。その反動として1860年3月24日（安政7年3月3日）「井伊から廃帝を要請された孝明天皇や冤罪で処罰された主君にあたる烈公ら無罪の人々を雪冤しながら、日本の万人に平和をもたらし公平な国事へ忠義を示す目的」から、水戸藩と薩摩藩を脱藩した尊攘急進派一部浪士ら18名による桜田門外の変が起き、井伊は江戸城の桜田門外（今の東京都千代田区霞が関）で暗殺された。
全国の信望を一手に集めていた烈公が桜田門外の変と同年に薨去し、尊攘急進主義者・桜田烈士らによる雪冤の復讐劇で大老・井伊直弼も凶刃にたおれると、幕閣の実質的な最高指導者を２人同時に失った幕府は、その中心にたった老中・安藤信正と久世広周らのもとで公武合体策により体制を立て直すべく、1860(万延元)年11月、皇女（孝明天皇の妹）和宮親子内親王（当時14歳）を井伊ら南紀派が推していた将軍継嗣・徳川家茂（当時14歳）と政略婚させるよう朝廷へ求めた。このとき親子内親王はすでに、烈公ら一橋派が推していた将軍継嗣・徳川慶喜（烈公の七男。当時23歳）の母方の主家筋にあたる有栖川宮熾仁親王（当時25歳）と、1851（嘉永4）年7月、6歳で婚約済みだった。兄の孝明天皇は、親子内親王が既に婚約済みで、まだ幼少でもある事などを理由に、安藤ら幕閣による政略婚の求めを拒絶した。一方、公家・岩倉具視はこの政略婚を朝廷の権力を回復する足掛かりになると孝明天皇へ献策した。孝明天皇はこの岩倉の意見をいれて、幕府が攘夷戦争の実行を約束するのを条件に、親子内親王と家茂の婚約をゆるした。
同1860（万延元）年6月、水戸藩と長州藩の尊攘派志士らはともに幕政改革を目指す成破の盟約（丙辰丸の盟約）を長州藩の洋式軍艦丙辰丸で結んだ。茨城県立歴史館の調べによると、約定に名を連ねたのは水戸側が同藩士・西丸帯刀、岩間金平、薗部源吉、越宗太郎らで、長州側が同藩士・桂小五郎、松島剛蔵ら、仲介者は肥前国の草場又三だった。この密約の内容は、歴史学者・奈良本辰也によると、話し合いの中で時局にあたる態勢として「破壊（破）」と「建設（成）」の議論になったとき、西丸が桂に成破のどちらが難しいかを問うと、桂が「破」の方がむずかしいと答えたため、西丸は「水戸側に破（むずかしい方）を任せて下さい」と念を押して約束したものだという。
水戸藩の尊攘志士ら、下野国宇都宮藩の儒学者・大橋訥庵やその門下の宇都宮藩尊攘志士らは、親子内親王の政略婚を主導した安藤を「君臣・父子の大倫（忠孝道徳）を忘れ、天皇の大御心に背く暴政をおこなっている君側の奸」とみなしながら、「もし天皇への忠義を明らかにし、天下と死生を共にし、朝廷（天朝）を尊び、叡慮を慰め、万民の困窮を救う忠臣の義士が一人も現れなければ、幕府の為に身を投げ出すサムライはいなくなってしまう」と考えるに至った。計画が事前に発覚し1862年（文久2）1月12日大橋は捉えられたが、水戸と宇都宮の志士らは両藩を脱藩すると、江戸城の坂下門外で15日に襲撃を決行し、安藤を負傷させた（坂下門外の変）。襲撃した浪士6人は幕府から斬首刑にされ、安藤はまもなく老中を辞任した。
同1862（文久2）年8月、薩摩藩主の父・島津久光が江戸から帰国中、武蔵国橘樹郡生麦村（現・神奈川県横浜市鶴見区生麦）にさしかかったとき騎馬で横切ったイギリス人4名が大名行列を乱したとし、同藩士・奈良原喜左衛門が商人・チャールス・リチャードソンに斬りかかると、同藩士・海江田信義がリチャードソンを追いかけとどめをさし殺害、同藩士らは他のイギリス人2名を負傷させた生麦事件が起きた。イギリス代理公使ジョン・ニールは幕府へ責任者処罰と10万ポンドの賠償金を請求した。このため幕府は薩摩藩へ犯人の引き渡しを要求したが、薩摩藩は浪人・岡野新助（架空の人物）が犯人だが行方不明と嘘の届け出で、犯人を匿い通そうとした。翌1863（文久3）2月、ニールは幕府へ正式な謝罪状の提出と賠償金10万ポンド、薩摩藩へ賠償金2万5000ポンドの支払いを要求、また犯人処罰を要求した。5月幕府はこれに応じたが薩摩藩は飽くまで拒否しつづけたため、7月2日イギリス艦隊が鹿児島に砲撃を加え薩英戦争が起きた。
1863（文久3）年5月10日を攘夷期日とする朝命（朝廷からの命令）を受け長州藩は攘夷戦争を決行し、同日、下関海峡を通過したアメリカ合衆国商船、フランスとオランダの軍艦を砲撃した（四国連合艦隊下関砲撃事件）。同年9月30日（文久3年8月18日）、長州藩の急進主義的な尊王攘夷（尊攘）派が朝廷から排除される八月十八日の政変が起き、同第13代藩主・毛利慶親とその子・毛利定広らは朝廷により国許へ謹慎を命じられた。1864（元治元）年2月日米和親条約による自由貿易方針をふたたび放棄する「横浜鎖港」が朝廷・幕府の双方で合意されるものの、幕府内の意見対立で未だ実行されないままであった。そうしたなか同1864（元治元）年3月に尊攘急進派の水戸藩志士・藤田小四郎が義勇軍・天狗党を常陸国筑波山で旗揚げし、朝命に応じた幕府の「横浜鎖港」と「攘夷戦争」決行の直接的勅許を求め、朝廷のあった京都御所へ向かって進軍を始めた（天狗党の乱）。長州藩の藩政を掌握した尊攘急進派志士・久坂玄瑞らの間でも、天狗党の尊王攘夷の志による行動を支援するとともに、ふたたび京都政界に乗り込み、武力を背景に自分達の無実を朝廷に訴えようとする進発論が優勢となった。こうして8月20日（元治元年7月18日）長州藩は大坂夏の陣（1615年）以来の関西地方での交戦にあたり、2日間つづく激しい戦いで京都市中を戦火により約３万戸焼失させた禁門の変（蛤御門の変）を起こした。

#### 禁門の変
1864（元治元）年3月25日江戸幕府第14代征夷大将軍・徳川家茂（当時18歳）の将軍後見職をしていた徳川慶喜（当時27歳）は、禁裏御守衛総督（今の皇宮警察長官）へ就任した。慶喜は水戸徳川家出身だったが、おくにもとにあたる水戸藩尊攘急進派の義勇軍・天狗党は、慶喜を主君と頼って、鎮圧を図る幕府軍の追手と抗戦しながら、越前国敦賀まで約千名の浪士らを率い進軍してきていた。慶喜はやはり御所へ向け入京を求め進軍してくる長州藩の尊攘急進派（進発勢）の大軍にまず対処しなければならなかった。
御所で将軍の藩屏をしていた京都守護職の会津藩や桑名藩の侍らの間では、長州進発兵をただちに武力排除する論が盛んだったが、慶喜ははじめ、「朝廷への嘆願」が目的と称し入京する者をみだりに武力行使するのは不可能だと固く制止していた。しかし日を経るに従って形勢が切迫してくると、7月18日御所から慶喜へすぐ参内するよう二条城に通達があった。9時ころ慶喜が衣冠し騎馬で3人ほどの従者と共に馳せいでると、途中ですでに軍備をしている兵士に会う事がしばしばあり、暴発が起きたのかと危惧しながら朝廷へ着いた。関白・鷹司輔煕以下の重臣が慶喜へ長州藩からの内密の上申書（密疏）を示すと、文章が長く全てを読み下す暇はなかったが末尾に「会津藩に天誅を加える」との字がみられたので、この一句をみれば足りる、と慶喜はただちに座を立ち、会津藩・桑名藩ら諸藩へ命令を下し、御所警備の兵隊を出した。19日午前4時頃、伏見方面から銃砲声が轟き始め、攻める長州藩兵と守る大垣藩兵とが交戦を開始、慶喜は菊亭家に入って衣冠を小具足に改め、御所周囲を巡検した。下立売御門あたりで鉄砲で狙撃した者がいたため、慶喜はやむをえず御台所口から御所内へ引き入ったところ、公卿らが衣冠の上にたすきをかけ東奔西走し、甲冑をつけ抜き身の槍や刀などを携えた警備兵らが左右に徘徊しており、禁中の騒動はすでにただごとではなかった。慶喜はこの様に乱れていては仕方がないと一旦兵士らを御所内から追い出し、新たに部署を定め再配置した。そのとき孝明天皇は早くも慶喜が銃撃されたと聞くと酷く心を痛め、慶喜へ勅諚を与えた。慶喜はご覧のとおり無事な旨を申し上げ、ふたたび戦線にもどった。慶喜が御所の塀の外で指揮していると、急いでくるよう御所の中から知らせがあり、とりあえず戻ってみると鷹司家に潜伏している長州藩兵が塀越しに発砲する銃弾が時おり紫宸殿の高御座の軒端にあたっており、天皇の身に危険が迫っているのはいうまでもなく明らかだった。このとき長州加担派の公卿・裏松恭光をはじめとする堂上らが、しきりに長州兵と和睦すべきだと主張し、「万一玉体（天皇の体）にご異変があれば、禁裏御守衛総督たる職掌も立つまいに」などといった。慶喜は時勢が移れば長州への入京許可も朝廷から直接でるかもしれないものの、いまは一大事で、現実の天皇を守るに一刻の猶予もないと判断し、必死の覚悟を決めると心中で断然とその意見を退け、「玉体のご安全は確かにお請け合い申し上げます」と述べると、取り急ぎ裏松ら公卿の前を去って戦線にもどった。ちょうど正午ごろだったが、慶喜は戦線へもどるとすぐ会津藩・桑名藩兵と大砲方へ命じ鷹司家に火を放たせたため、ここに潜んで紫宸殿を正面から砲撃していた長州藩兵は死に絶えたり逃れたりしたりし、天皇へすぐそこまで迫った直接の危険をようやく除き得た。その後、慶喜は承明門を陣所に定め御所を警備していたが、20日午後3時ころ幕臣・糟屋義明が「支配向探索方（密偵）が十津川郷士一味の秘密会議を聴いたところ、今夜、鳳輦（ほうれん、天皇の行幸用の晴れの御輿）を奪って天皇を誘拐しようとする企てがあります」と慶喜へ秘密報告をした。同時にどこからか「十津川郷士らはすでに御所の中に入りこんでいます」と報告した者がいたので、慶喜は大変驚き、筑後守から会津・桑名両藩へ内々にしらせ、ひそかに衛兵を天皇のいる常御殿の塀外へおくりこんだ。慶喜はまた関白・鷹司輔煕へも十津川郷士勢の天皇誘拐計画を伝えておいた。夜が更け、慶喜が警備で御所に入ってみると天皇はまだ常御殿にいたが、その縁側にはすでに麻の裃を着た者数十人が入り込み、天皇誘拐用の１つの御輿を担ぎだし、御輿のそばでひざまづいていた。このため慶喜は急いで天皇へ事態を上奏すると紫宸殿へ移動してもらい、また会津・桑名藩兵を御庭内に繰りこませると、郷士らは誘拐に失敗したとみて御輿をかつぎ逃げ去った。あとから慶喜がきくところでは、御所の裏門の鍵がねじ切られており、そこから侵入されたように考えられ、また宮中にも彼らを手引きした者がいたと思われる節があった。慶喜はこのときが人生で死を覚悟したときの一つだったという。

#### 第一次長州征伐と下関戦争
こうして長州藩は京都守護職・会津藩ら江戸幕府軍（皇軍・官軍）による防衛戦に敗れ、さらに孝明天皇は1864年（元治元年）7月23日江戸幕府第14代征夷大将軍・徳川家茂へ長州征伐の勅命を発した。同年8月17-18日（元治元年7月27日-28日）、前年に長州藩から受けた砲撃への報復として、イギリスのオーガスタス・レオポルド・キューパー中将を総司令官とするイギリス、フランス、オランダ、アメリカの四国連合艦隊は横浜を出港し、9月5日（元治元年8月5日）に下関海峡から長門国を攻撃、長州藩は敗北・降伏し講和条件を受け入れた（下関戦争）。これをうけて長州藩政は尊攘派が後退し、俗論派（保守派）が皇軍（官軍、幕府軍）に恭順の意を示し、禁門の変の首謀者である３家老・４参謀の処刑、長州藩第13代藩主・毛利敬親の謝罪、山口城の破却、禁門の変以後に七卿落ちで同藩へ身を寄せていた三条実美ら５公卿の身柄引き渡しなどの要求に応じ戦わず降伏した。

#### 天狗党の投降と処刑
尊王攘夷論を鼓吹した後期水戸学の大成者で同藩士・藤田東湖は、安政の大地震（1855年）の際、自宅内にとりのこされた母を助けに入って圧死していたが、彼の4男で同藩士・藤田小四郎は、父の果たせなかった勤皇の志である尊攘の勅命（戊午の密勅）を継ごうとする忠孝道徳に動機づけられ、1864（元治元）年3月みずからの決起で22歳のとき尊攘義勇軍・天狗党を常陸国筑波山で組織した。
前1863（文久3）年、水戸藩士・武田耕雲斎（当時60歳）は慶喜に侍って京都へ行くと、同4月15日に孝明天皇の陪食をし、天皇の用いた箸をもらった経験もあって、攘夷論者としての天皇を間近に感じていた。また、武田は、慶喜が烈公の遺志をたてまつる人物であることも、慶喜から武田へ宛てた手紙で知っていた。武田は幕府から、また同藩士・田丸稲之衛門、山国兵部らは同藩主・徳川慶篤から平定を命じられ天狗党を説得にきたが、小四郎の熱意により逆に説得され、61歳の武田が同党の総大将（首領）、59歳の田丸と22歳の小四郎が副大将にされた。天狗党は尊王の志から天皇の大御心を汲んで、慶喜を通して朝廷へ訴え、攘夷を実行しようとしない幕府を動かそうとした。御所へ向かって従軍していた天狗党は鎮圧を試みる幕府軍（藩兵）から攻撃を受けつつ、各地で呼応した浪人や農民らも加わって、1000人ほどの数で越前国敦賀に近づいていた。
しかし、幕府は天狗党を反乱者とみなし、水戸藩だけでなく諸藩へその鎮圧を命じていた上、江戸の幕吏らは慶喜と天狗党の内通を疑っていた。慶喜は禁裏御守衛総督として家来を討たねばならない板挟みの立場に置かれ、1864（文久4）年11月30日、孝明天皇は慶喜の願い出をゆるして、天狗党を処分させた。この頃、薩摩藩士・西郷隆盛の密使として同藩士・桐野利秋が武田に面会を求め、小四郎と水戸藩郷士・竹内百太郎が対応すると、桐野は薩摩藩士が入京を助けるので天狗党一行へ中山道を直進するよう促した。しかし天狗党はこの申し出に感謝しながら、慶喜軍と鉢合わせするのを避けるため北へ迂回した。同年12月11日、天狗党が新保宿に着いた時、長州藩の密使が日本海側を回って長州へきて共同行動をするよう勧めてきた。72歳の水戸藩士・山国兵部はこの案に賛成したが、武田は「主君に等しい二公（徳川慶喜と、彼と共に出陣していた弟でのちの第11代水戸藩主・徳川昭武）に逆らうのは臣子の情に忍びない」とし、越前国敦賀で慶喜軍へ恭順・投降した。12月21日、慶喜は天狗党の降伏状を正式にうけとり、23日京都へもどった。24日から25日にかけ天狗党員らは敦賀の3つの寺、本勝寺、本妙寺、長遠寺に収容されたが、地元の加賀藩は正月を迎えると鏡餅を差し入れするなど懇切に面倒をみながら、同藩士・永原甚七郎は幕府へ天狗党員の助命を嘆願した。1865（慶応元）年1月29日、遠江国相良藩主、若年寄・常野浪士追討軍総括・田沼意尊は慶喜から天狗党をひきうけた。田沼はすぐ越前海岸の船町にある16棟の鰊蔵に828人の天狗党員らを50名ずつ閉じ込め、足枷をはめ身動きをとれなくさせた上で、帯や袴などのひも類をすべてとりあげ、一日の食事も握り飯2、3個だけを与える状態へ追い込むとつぎつぎ餓死・病死させ、彦根藩士らへ命じてうち352人を斬首、他を島流し・追放などに処した。また田沼は、天狗党指導者格の水戸藩士・藤田小四郎、武田耕雲斎、山国兵部、田丸稲之衛門ら4名の首を塩漬けにすると水戸へ送り、市中に晒した。幕吏は天狗党員の家族や、彼らに縁のある者らも、80数歳の老婆や3歳の子供まで死刑にした。

#### 第二次長州征伐
翌1865（慶応1）年、討幕派の長州藩士・高杉晋作が自らの創設した奇兵隊と功山寺挙兵を起こし、山口藩庁を武力クーデターでのっとると幕府軍に反抗、続く1866年（慶応2年）6月7日から始まった第二次長州征討の最中、同20日、薩摩藩主・島津久光・島津忠義父子は連名で内覧で左大臣兼関白・二条斉敬へ第二次長州征伐の継続に反対する建白書を提出した。朝議が紛糾するなか、三回目（8月4日）の朝議に召し出された禁裏御守衛総督兼将軍後見職・徳川慶喜は、予てから腹案として温めてきた王政復古のもとでの議会主義（大政奉還後の諸侯会議の政体論、朝廷での諸大名合議制）に則り、長州藩への朝廷からの寛大な処置と、諸侯会議による国事の議決を願ったが、孝明天皇は幕府（徳川家の政体）へ長州征伐の継続を求め続けた。同月、幕府は長州征伐継続の費用を確保するためイギリスのオリエンタル・バンクと600万ドルの借款契約を締結していた。8日、前将軍・家茂の名代として出陣すべき慶喜は朝廷へ参内し孝明天皇から天盃と節刀を賜ったが、いよいよ進発になろうという時、肥後藩主・細川韶邦らはじめ、討伐する側がみなおびえてしまった報せが届いた。慶喜はみな兵隊を解散してしまってはいくら節刀を賜っても征伐の功を為すわけにはいかないと熟慮し、王政復古の議会主義に則り、薩摩藩主の父・島津久光、前越前藩主・松平春嶽、前宇和島藩主・伊達宗城、前土佐藩主・山内容堂などを残らず呼び寄せ、私を棄ててひとつ国家の為公明正大にに評議を尽してみたい、とのちの四侯会議を考え、水戸藩士で一橋徳川家臣の側近梅沢孫太郎を使者に、国家の大本について相談したいことがあるから至急、京都へ来てもらいたいと伝えさせた。また慶喜は、「よく考えてみると自分は別に長州を憎んでいるわけではなく、会津藩・桑名藩らはじめ旗下の者もひたすら長州憎しでどこまでもやってしまおうというのではない。ただ、禁門の変で同藩士らがが錦旗（朝廷の天皇）に発砲したとはいうものの決して主人（毛利藩主）の命令というわけではないだろうし、雪冤を望む尊攘の志からやむを得ずおこなったことでもあろうから、その筋さえ立てれば、どのように寛大にしてもよい」と思い、長州藩側に懇意な者がいる幕臣・勝海舟を呼び、彼を交渉役として長州藩が占領済みの場を譲って国許へ兵を引けば「長州は大人しい者だ」との名分が立つので、その意をくんで幕府軍も敵方を寛大に処することで平和裏に終戦に結ぼうとした。勝が交渉を終えて慶喜のもとへ帰ってくると、「談判相手の長州藩士・広沢真臣らから丁寧に取り扱われ、長州側は話を聞いて誠に喜びました」といい、長州藩も兵を引きましょうという事になり、ほとんどの兵らを占領地から引いた。慶喜は14日二条へ出陣を見合わせる内願を提出、16日に勅許された。
20日大坂城で将軍・家茂が20歳で薨去した。22日、孝明天皇は将軍・家茂の薨去により、上下（親王から庶民まで）が哀しむ情を察し、長州征伐を一時休止させる勅を出し、慶喜ら征長軍へしばらく戦を休ませたが、同時に「長門国・周防国を支配する長州藩に隣国の境界を侵略した地域を早々に引き払い鎮定するよう取り計らってほしい。また長州藩が朝命に逆らうようなら早々に討ち入りしてほしい」との国書を第二次征長軍の先鋒総督で紀伊藩主・徳川茂承へ送った。
この長州征討の失敗は、幕藩体制の限界と弱体化を白日のもとに晒し、幕府の威信を大きく低下させた。

### 孝明天皇の崩御、明治天皇の践祚
1866年10月8日（慶応2年8月30日）公卿・大原重徳ら22名が、八月十八日の政変、禁門の変、長州征伐のあいだ孝明天皇により朝廷を追放された公家の政権復帰と朝廷改革を求め御所に押しかける騒擾事件を起こした（廷臣二十二卿列参事件）。こうしたなか、1867年1月30日（慶応2年12月25日）孝明天皇は満35歳で崩御した。
慶応3年1月9日（同2月13日）明治天皇が満14歳で践祚した。

### 徳川慶喜の将軍就任
江戸幕府第14代征夷大将軍・徳川家茂薨去後、老中・板倉勝静と幕臣・永井尚志はご遺命と称し、徳川宗家が初代家康以来代々継いできた将軍職の相続を、徳川慶喜へ勧めてやまなかった。12代将軍・徳川家慶の命で水戸徳川家から一橋徳川家の養子になり、のち父方の主家にあたる徳川宗家の将軍後見職とされ、また禁裏御守衛総督として母方（有栖川宮家）の主家にあたる天皇家へ侍っていた慶喜だったが、「予には以前ご養君の一件（未成年のまま14代の前将軍を継いだ家茂との間で生じた将軍継嗣問題）があって、さも将軍になろうとする野心があるかのよう風説で中傷された経験があるので、いまもし将軍職を継げばますます世評を害することになるだろうから受け入れがたい」と板倉らへ説明し、将軍職継承を拒んでいた。長倉と永井両人は「仰せられる事は誠にご道理ではありますが、いまのまつりごとの歩みは実に国難の際で、貴卿ならずんばこの政局にあたって適う人はひとりもございません。とにかく、ご議論をなさらず是非お引き受けください」と拒む慶喜へいった。慶喜は「たとえ朝廷からご沙汰があろうとも、お受けいたしますまい」というが、両人は「決して朝廷のご沙汰を請うような事はつかまつりますまいが、ただわれらが誠意をもって、貴卿のご許諾を待つのみでございます」というと、毎日慶喜のもとへやってきて「今日はどうなさいますか」「今日はどうなさいますか」と迫ってきていた。この間、慶喜にも思いを巡らしていたふしがあり、ひそかに水戸藩士の側近・原市之進を召して本当の心の内を語り、「板倉と永井らにはご養君の事で辞めると説明したが、実はあのような事はどうでもよい。ただつらつら考えると、今後の処置は極めて困難で、どうなりゆくかも予想がつかない。いづれにしても、徳川家をこれまでのよう持ち伝えようとするのは覚束ないので、この際いっそ断然と王政の御世にかえしてひたすら忠義を尽くそうと思うが、なんじの心に思うところはどうか」と問いかけた。原は「ご尤ものご存知よりではございますが、もし挙国一致できなければ非常な紛乱をまねくでしょう。第一、そのような大事を決行するに堪えられる人がございましょうか。今の老中らでは、まことに失礼ながら、無事なしとげられるとも拙者には思えませぬ。人物がいないわけではございませんが、いまのご制度では、急に身分の低い者を登用して大事に当たらせるのもまた、難しいでしょう。そうであれば、ご先祖以来の規範をご持続なさいます方がよろしいでしょう」といった。このため慶喜はまだ大政奉還をこのとき決行することはできなかったが、板倉と永井をよぶとついに「徳川宗家（徳川氏の本家）を継ぐだけで、将軍職は受けずに済むなら、足下らの願いに従ってもよい」といった。板倉と永井らはそれでもよいでしょうと、慶喜は宗家を相続した。このとき一橋徳川家の家臣で慶喜に仕えていた元農民（名主）の志士・渋沢栄一は、慶喜の為にはわが主君が国事の難局に当たって宗家を継ぐべきではないと考え、原へなにゆえ宗家相続へ反対しないのかと進言したが、採用されなかったので、たとえようもないほど落胆した。慶喜がいざ宗家を相続してみると、老中らはまた「将軍職も受けてくださいますよう」と強請してくるだけでなく、対外的な統一政権としての外国との関係――外交上の代表権の問題。大政奉還以前、天皇ではなく征夷大将軍（大君）が事実上の日本の主権を持つ、唯一の公的政権の代表者だった――なども重なって、結局は将軍職も許諾せざるをえなくなった。この頃、慶喜は大政奉還の志をもちはじめ、「東照公（徳川家康公）は日本国のために幕府を開き将軍職に就かれたが、予は日本国のために幕府を葬る任にあたるべき」との覚悟を定めた。
12月5日、慶喜は二条城で明治天皇から江戸幕府第15代征夷大将軍の宣下を受けた。